# Histoire des Juifs en Ukraine

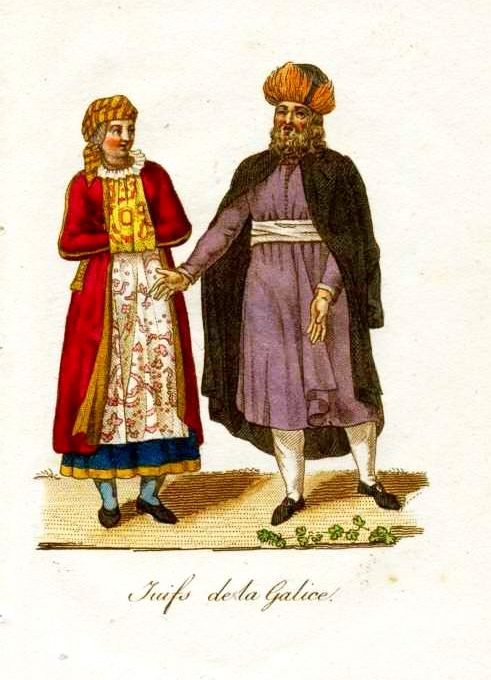
Juifs de Galicie (Ukraine de l'ouest) en vêtements traditionnels, 1821

L'histoire des Juifs en Ukraine est la partie de l’histoire du peuple juif qui se déroule dans les territoires devenus ceux de l'Ukraine et la succession des manifestations du judaïsme dans le paysage religieux ukrainien.
Tout débute dans le Sud-Est où une implantation précoce est attestée dès l’Antiquité (royaume du Bosphore, Crimée, royaume Khazar, Tmoutarakan, Boudjak, Odessa) et où les populations juives sont très diverses (Romaniotes, Karaïtes, Séfarades, Mizrahites, Ashkénazes), puis dans le Nord-Ouest où leur histoire commence au Xe siècle avec un apogée au XVIe siècle (Union polono-lituanienne, Galicie, Bucovine) et où la population juive est presque entièrement ashkénaze, et enfin dans toute l’actuelle Ukraine (incluse dans la « zone de résidence ») où se développent les dynasties hassidiques et où des pogroms se déroulent sous la domination russe, notamment à partir de l’assassinat du tzar Alexandre II en 1881, qui sert de prétexte à un déchaînement d’antisémitisme (1881-1916).
Durant la Seconde Guerre mondiale, les pertes ukrainiennes civiles totales sont estimées à sept millions dont plus d'un million de Juifs assassinés. Pendant la Guerre froide, la population juive d'Ukraine diminue considérablement. Pendant et après l'effondrement du communisme (années 1990), la majorité des Juifs ukrainiens quittent le pays pour se rendre en Israël ou ailleurs.

## Groupes ethniques
Les Juifs ukrainiens se composent d'un certain nombre de sous-groupes ethniques, notamment les Juifs ashkénazes, les Juifs des montagnes, les Juifs de Boukhara, les Karaïmes de Crimée, les Juifs de Krymchaks et les Juifs géorgiens.

## Débuts de la communauté juive
L’histoire des Juifs en Ukraine commence au royaume du Bosphore (438-110 AEC), dans l’Antiquité. Des témoignages archéologiques des commerces grecs, puis romains et byzantins sur le littoral de la mer Noire, attestent la présence de communautés romaniotes de langue yévanique depuis les derniers siècles avant l’ère commune jusqu’au Moyen Âge. 
En Crimée, ils sont attestés dans le thème byzantin de Cherson et dans la principauté de Théodoros. Les parties méridionales et orientales de l’actuelle Ukraine, font, au VIIe siècle, partie de l’Empire bulgare puis, au VIIIe siècle, du royaume Khazar, et passent ensuite sous les dominations des Pétchénègues et des Polovtses. Cependant, la population juive n’est plus signalée dans ces territoires après la grande invasion mongole et tatare du XIIIe siècle. En revanche, elle laisse une empreinte importante à Kiev, ville qui avait à la fois un quartier juif et une porte juive dès le XIe siècle et où un talmudiste, Moshe de Kiev, est mentionné au XIIe siècle. Les Juifs de ces régions, romaniotes de langue yévanique, suivaient encore le Talmud de Jérusalem et non le Talmud babylonien. Ils commerçaient avec l’Empire byzantin.

### Expulsion de Kiev

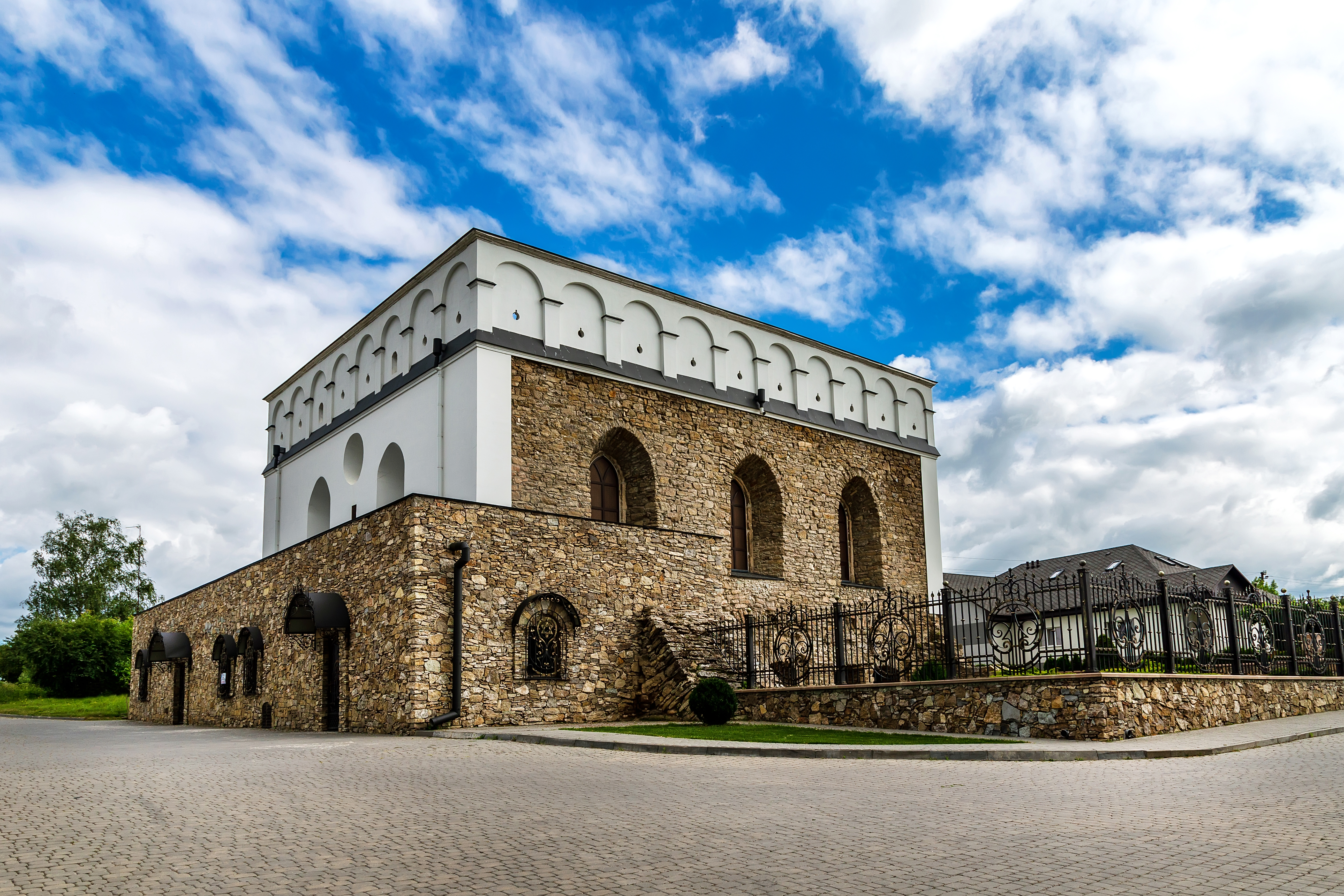
Synagogue forteresse du XVIe siècle à Sataniv.

La migration des Juifs d’Europe occidentale, en particulier de la région de Rhénanie, appelés ashkénazes (« allemands ») et suivant le Talmud de Babylone, commence au XIIIe siècle et a un grand impact sur la communauté juive ruthène (comme on appelait alors les Ukrainiens) qui atteint son apogée d’abord avec le renforcement de la principauté de Galicie-Volhynie puis avec le rattachement de cet état ukrainien à la couronne polonaise et ainsi à l’Union polono-lituanienne. Les Juifs de Kiev, expulsés à la fin du XVe siècle, viennent alors rejoindre la communauté juive ouest-ukrainienne, qui regroupe à ce moment la majorité du peuple juif.
Après 1569, les Juifs sont fréquemment utilisés par l’aristocratie polonaise pour gérer le système d’affermage des propriétés nobiliaires nommé arenda, en vertu duquel ils administrent les grandes propriétés foncières appelées latifundia. Dans de tels cas, les Juifs obtiennent le droit exclusif de collecter les taxes, les péages, et autres impôts de la paysannerie ukrainienne. Beaucoup plus souvent, le contrat porte sur le droit local de propination, le privilège exclusif de la distillation et de la vente d’alcool, commerce qui s’intègre naturellement avec l’activité d’aubergiste et de prêt avec intérêt.

### Pogroms de 1648-1649

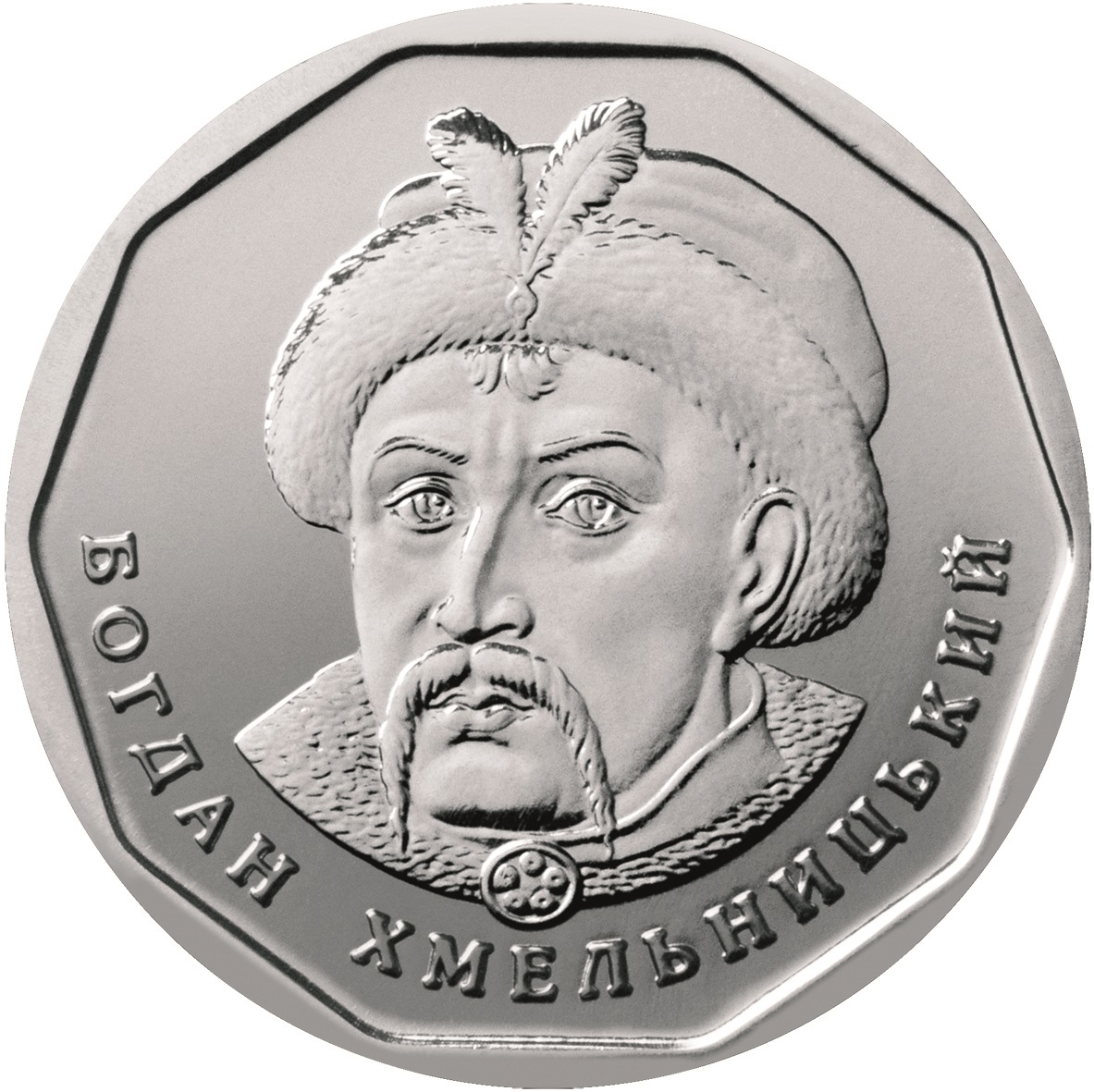
Pièce ukrainienne de cinq Hryvnia, évoquant Bohdan Khmelnytskyi, de 2018.

En 1648-1649, les émeutes qui accompagnent la révolte cosaque dirigée par Bogdan Khmelnitski déciment les communautés juives d'Ukraine et réduisent en cendres des centres importants de Volhynie, Lituanie et Pologne. Dans ces territoires, c'est donc la fin du contrôle de la noblesse polonaise, de l'Église catholique polonaise et des intermédiaires juifs (« arendaches ») sur les paysans ukrainiens. Le nombre de Juifs tués durant cette période varie selon les sources : 50 000 à 60 000 selon l'historien Henri Minczeles, de 80 à 100 000, selon l'historien Ilia Tcherikover.

Lors du soulèvement de Khmelnytsky entre 1648 et 1657, une armée de cosaques et de Tatars de Crimée traite les Juifs avec une extrême cruauté et sans pitié,. L'Ukrainien Maksym Kryvonis et ses troupes, qui remportent de nombreuses victoires, sont accusés par les historiens de violences et d'atrocités de toutes sortes - notamment à Polonne et à Kremenets, en 1648. Un témoin occulaire et chroniqueur (en) de l'époque décrit les pogroms sanglants de Nemirov, Toultchyn, Bar, Ostroh et d'autres villes ; il appelle Khmelnytsky « le persécuteur » en décrivant les malheurs des Juifs, massacrés, ou convertis de force au christianisme, ou encore vendus comme esclaves sur les marchés de Constantinople - comme c'est également le cas de catholiques romains et de chrétiens uniates tués ou emmenés en captivité. Une complainte de badkhn, l’amuseur traditionnel des mariages juifs, rappelle ces épisodes :

« Les haïdamaks nous ont massacrés et martyrisés.
Ils tuèrent de jeunes enfants, ils enlevèrent des femmes.
Chmielnicki [Khmelnitski] fendait les ventres et y cousait des chats (à cause de nos péchés !).
Voilà pourquoi nous nous lamentons si fort et t’implorons,
Venge, Seigneur, le sang de tes saints massacrés ! »

— Carole Ksiazenicer-Matheron, Messianisme et intertextualité dans La Corne du bélier, d'Isaac Bashevis Singer.

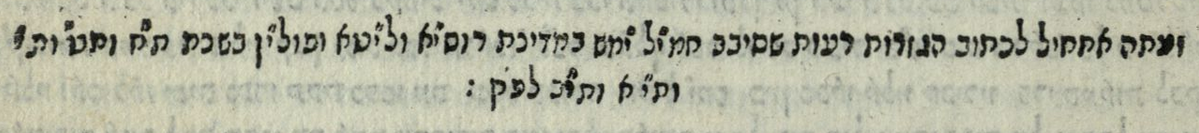
Première édition de Yeven Mezulah (1653) : « J'écris des décrets maléfiques de Chmiel [Khmelnitski], Yimakh_shemo (« que son nom soit effacé »)... en (5)'408 à '411 Anno Mundi »

En raison des meurtres généralisés, les anciens juifs du Conseil de Vilna interdisent les réjouissances par un décret du 3 juillet 1661 : ils fixent des limites aux célébrations de mariage, à la consommation publique d'alcool, aux danses du feu, aux mascarades et aux artistes comiques juifs.  
Les chroniques juives et polonaises de l'époque du soulèvement soulignent le grand nombre de victimes. Dans la littérature historique de la fin du XXe siècle et au début du XXIe siècle, les estimations avancent qu'entre 40 000 et plus de 100 000 Juifs ont été tués,,,,,,,,,,,,,,,.
Shaul Stampfer dans son article estime la population à environ 40 000 ; le même chiffre est donné par Henry Abramson dans son article sur « l'Ukraine » (2010), dans l' Encyclopédie YIVO des Juifs d'Europe de l'Est. Même si le pourcentage de victimes parmi les Juifs est nettement plus élevé que parmi toutes les autres catégories de la population, les estimations récentes vont de 15 000 à 30 000 Juifs tués ou faits prisonniers, et 300 communautés juives complètement détruites. D'autres historiens considèrent que toute estimation du nombre de morts est de nos jours impossible,, et l'historien Orest Subtelny conclut que « le soulèvement de Khmelnytsky est considéré par les Juifs comme l'un des événements les plus traumatisants de leur histoire ». 
Ces pogroms ont contribué à un renouveau des idées du grand kabbaliste Isaac Luria et - à cause des histoires d'atrocités (victimes enterrées vivantes, femmes enceintes éventrées, nourrissons rôtis à la broche, personnes coupées en morceaux ou forcées à s'entre-tuer) répandues dans toute l'Europe et au-delà, qui ont accentué le désespoir des Juifs et leur recherche d'un soulagement - à l'identification de Sabbatai Zevi comme le Messie. 
Khmelnytsky et Kryvonis sont considérés, de nos jours, comme des héros nationaux, en Ukraine. 

Représentations fin du XVIIIe siècle
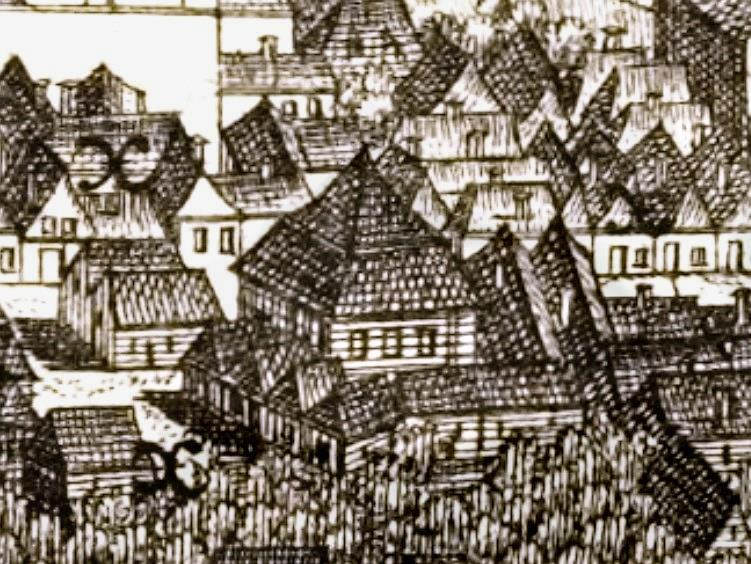
Grande synagogue aux environs de Lemberg (1772)
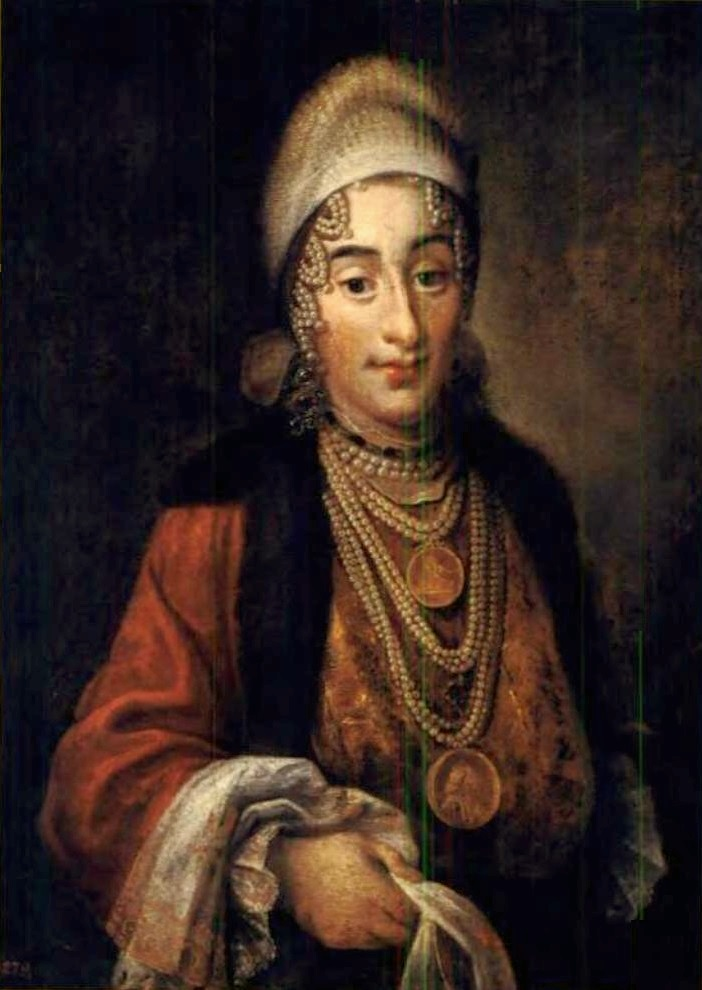
Portrait de Chajka (en), Juive de Żwaniec, par Kr. Radziwiłłowski (1781)
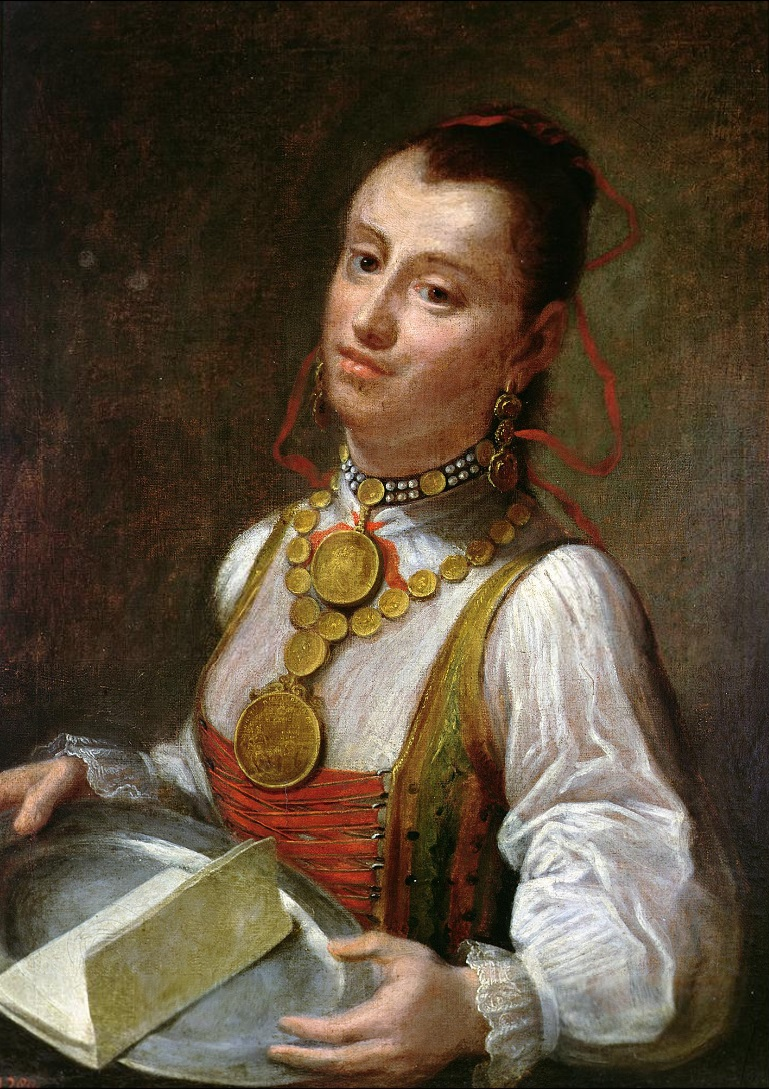
Portrait d'Elia, juive de Żwaniec (pl), par Kr. Radziwiłłowski (1781)
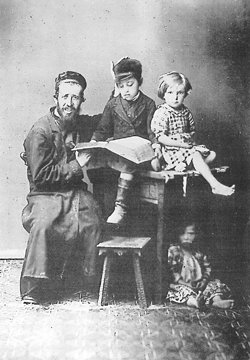
Un melamed (instituteur confessionnel) en Podolie au XIXe siècle.

### Zone de résidence

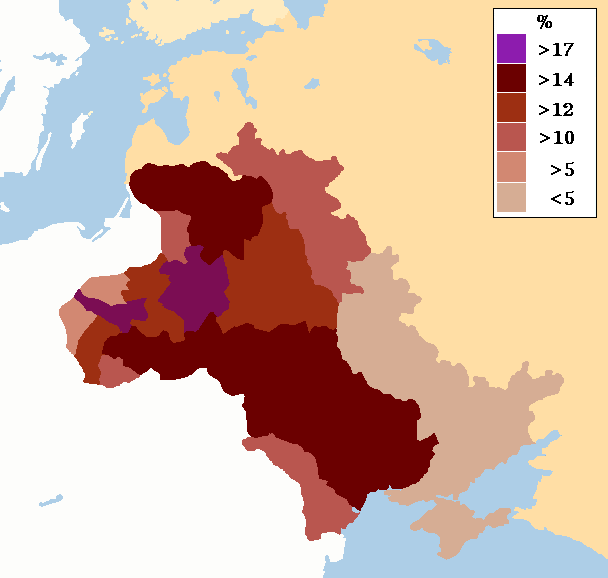
Carte montrant le pourcentage de Juifs dans la « Zone de résidence » en 1905.

La Zone de résidence (russe : черта оседлости , tcherta osédlosti ; yiddish : דער תּחום-המושבֿ, der tkhum-ha-moyshəv ; hébreu : ְְְּּּוּם הַַּוָָֹֹ , t'ẖum Hammosháv), instituée par l'impératrice Catherine II de Russie, comprenait les territoires, à forte population juive ashkénaze, acquis par l'Empire russe à l'issue des partages de la Pologne et du congrès de Vienne (1815) : cette région occidentale de l'Empire a existé de 1791 à 1917, mais ses limites orientales ont parfois été modifiées. Son but était d'empêcher les Juifs devenus russes de s'installer en nombre ailleurs dans l'Empire,.

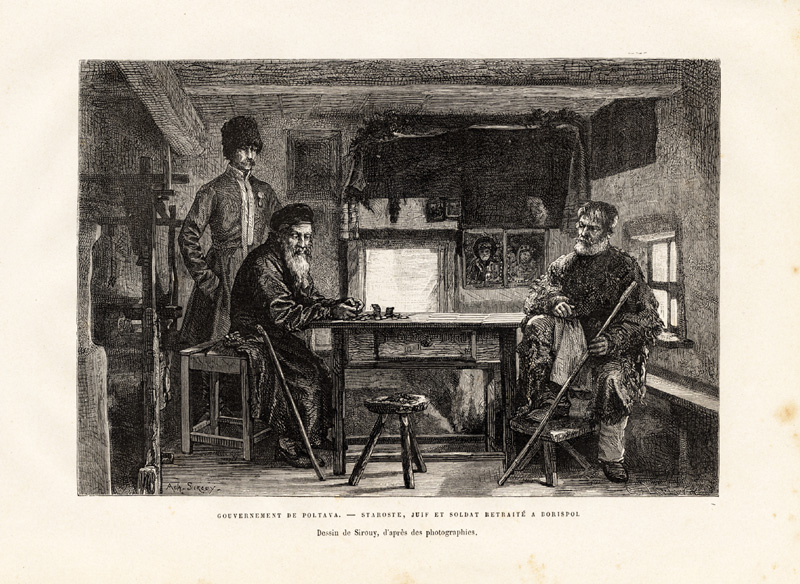
« Juif et soldat retraité à Borispol » en Ukraine (Gouvernement de Poltava - Staroste) (1880)

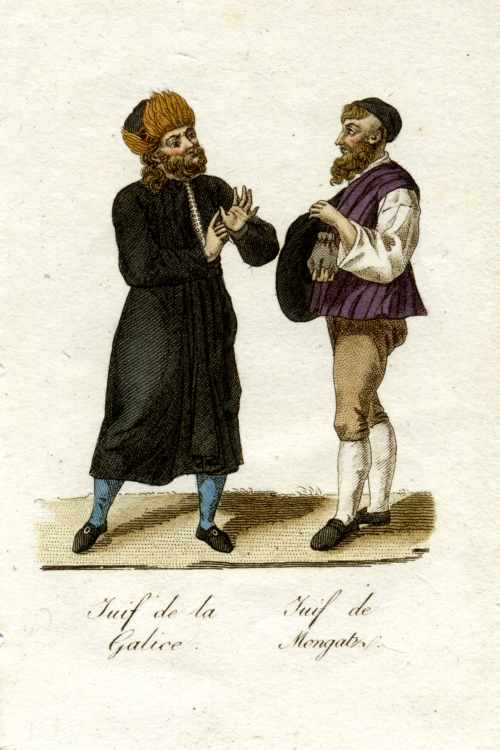
Juifs de Galice (à gauche) et de Mongatz (1821)

La Zone de résidence comprenait toute la Biélorussie, la Lituanie et la Moldavie d'aujourd'hui, une grande partie de l'Ukraine et du centre-est de la Pologne ainsi que des parties relativement réduites de la Lettonie et de l'ouest de la fédération de Russie. Elle s'étendait de la limite orientale (ancienne frontière de la Pologne-Lituanie avant les partages de la Pologne), vers l'ouest jusqu'à la nouvelle frontière impériale russe avec le royaume de Prusse (plus tard l'Empire allemand) et l'Autriche-Hongrie.
Les Juifs qui furent autorisés à vivre en dehors de la Zone de résidence étaient des personnes ayant des études universitaires, anoblies, membres des guildes marchandes les plus aisées, artisans particuliers, militaires ; des services leur sont associés, y compris à leurs familles et parfois à leurs serviteurs. Les quotas de Juifs existaient dans l'enseignement depuis 1886 : le pourcentage d'étudiants juifs ne pouvait dépasser 10 % dans la Zone de résidence, 5 % en dehors de la zone et seulement 3 % dans les métropoles (Moscou, Saint-Pétersbourg et Kiev). Les quotas dans les métropoles seront légèrement augmentés en 1908 et 1915.
La Zone de résidence composait environ 20 % du territoire de la Russie européenne et correspondait aux terres historiques de l'ancienne Pologne-Lituanie, du Hetmanat cosaque, de l'Empire ottoman (Yedisan), du Khanat de Crimée et de la Principauté de Moldavie (Bessarabie).
La vie dans la Zone de résidence était pour beaucoup économiquement modeste (comme cela est évoqué dans le film Un violon sur le toit et dans les tableaux de Marc Chagall). La plupart des habitants vivaient de petits travaux, de services ou de l'artisanat. La croissance démographique et la violence endémique des pogroms ont entraîné l'émigration, surtout à la fin du XIXe siècle, et surtout vers l'Amérique du Nord.
Le géographe Élisée Reclus remarque en 1880  qu'en Ukraine, les Juifs « conservent mieux leurs enfants et vivent jusqu'à un âge plus avancé, quoique la plupart d’entre eux soient, comme les artisans polonais, tombés dans le prolétariat : parmi les juifs, comme parmi les chrétiens, les grandes affaires se font à profit de quelques-uns (…) dans l’Ukraine occidentale, on compte plus de vingt mille mendiants israélites » ».
Malgré tout, la culture juive, notamment en yiddish, s'est développée dans les shtetls (petits villages), et la culture intellectuelle s'est développée dans les yechivot (écoles religieuses) et s'est également propagée à l'étranger, également à travers la musique klezmer ou la littérature.

### Hassidisme
Au XVIIIe siècle, l'Ukraine est le centre névralgique du mouvement hassidique, et à partir de là, le hassidisme se répand dans toute l'Europe de l'Est. Dans le nord de l'Ukraine, les hassidim de Tchernobyl mènent une activité importante, et dans l'ouest de l'Ukraine, ce sont les hassidim de Roujyn.

## AuXIXesiècle

### Attentat contre Alexandre II

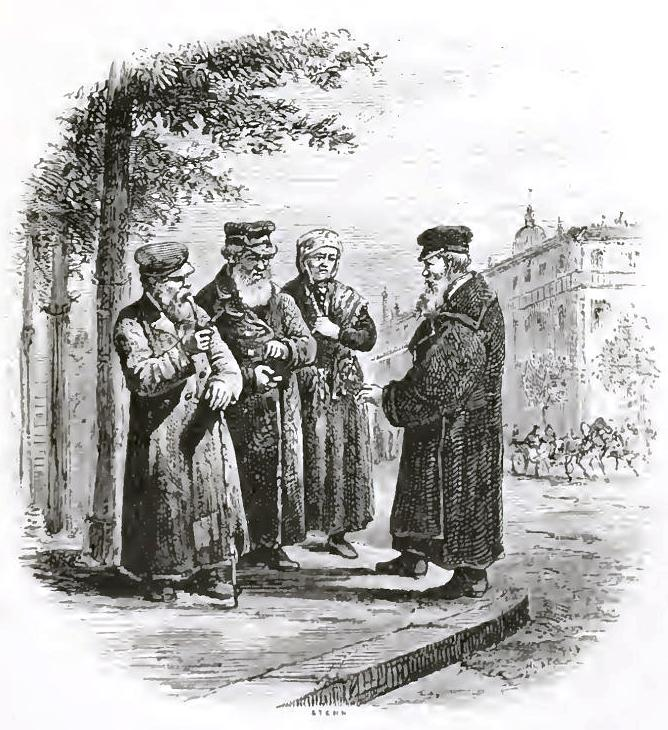
Juifs d'Odessa (1876)

Les pogroms qui se dérouleront après l'assassinat du tsar Alexandre II de Russie, de mars 1881 à avril 1884, feraient presque oublier les trois tragédies qui ont lieu à Odessa en 1821, en 1859 et en 1871. Une première vague de deux cent cinquante-neuf pogroms frappent Odessa, Kiev et également Varsovie. Des écrivains témoignèrent de la violence, des incendies, des pillages, des viols.

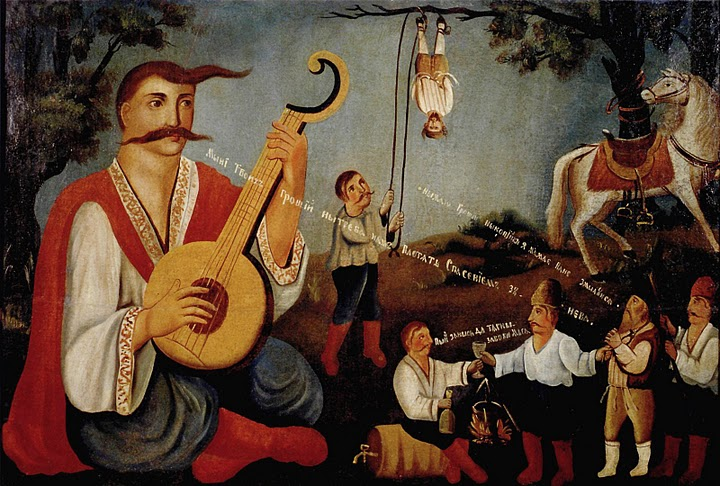
Représentation du héros folklorique ukrainien Cosaque Mamaï : un joueur de bandoura est représenté au premier plan, tandis qu'à l'arrière-plan, les Haidamakas tuent deux juifs usuriers dans la forêt : l'un est suspendu par les talons à un arbre, tandis que l'autre est tiré de force par sa barbe et frappé à la tête. Le deuxième prêteur juif, qui est capturé dans la forêt par Haidamakas, dit au bandouriste : « Pitié, M. Mamaï, je n'ai pas sou vaillant », auquel le bandouriste répond : « Je n'ai besoin d'aucun argent de toi, pour ceux comme vous, le seul salut est le ciel ! »

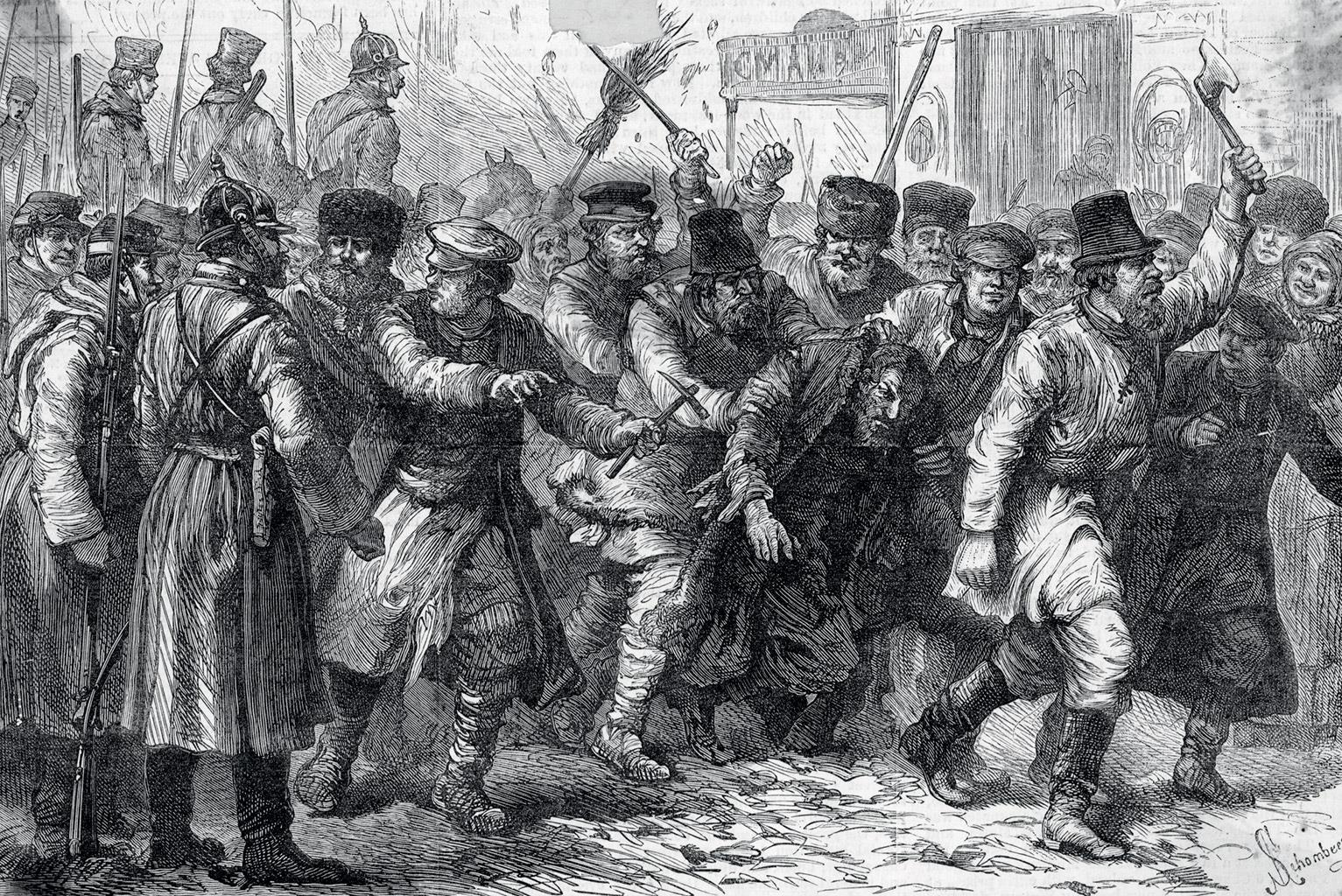
Pogrom à Kiev où des Juifs sont agressés sous les yeux de la police (1881).

Un tournant majeur dans l’histoire juive d'Ukraine se produit donc en mars 1881, quand le tzar russe Alexandre II est assassiné par une grenade lancée par un membre d'un petit cercle socialiste. Des rumeurs circulent dans tout l’empire russe affirmant que le nouveau tzar, Alexandre III, a donné au peuple le droit de « battre les Juifs » en guise de représailles. La première vague de massacres désignés comme pogroms commence et dure jusqu’en 1884, les plus nombreux survenant dans la zone de Résidence, correspondant aux actuelles Biélorussie et Ukraine, où les Juifs étaient les plus nombreux et où, cent ans plus tôt, ils affermaient les grands domaines fonciers de l’aristocratie polonaise catholique, domaines où travaillaient les serfs ukrainiens orthodoxes, que les popes excitaient contre les « tueurs du Christ » et dont les cosaques s’auto-proclament « défenseurs et vengeurs » (захисники та месники - zakhisniki ta miesniki). Au cours de ces deux années, on rapporte des actes de violence contre les Juifs dans plus de 200 localités.
Haïm Nahman Bialik, témoin oculaire des vagues de violence à Odessa le 3 mai 1881, crie son horreur et son dégoût :

« Lève-toi, va-t-en dans la ville du massacre, viens dans les cours

Voir de tes yeux et palper de tes mains sur les barrières

Et sur les arbres, sur les pierres et le crépi des murs

Le sang coagulé et la cervelle durcie des victimes (...)

Demain la pluie tombera, le charriera dans un fossé, vers les champs

Le sang ne criera plus des puisards ni des haumiers,

Car il sera perdu dans l'abîme ou abreuvera le chardon

Et tout sera comme avant, comme si de rien n'était. »

— Extrait du poème be'ir haharegah (en fr. Dans la ville du massacre)
L’ambiance anomique, l’apparente incapacité ou la réelle réticence des autorités russes à contrôler la violence des cosaques ou des civils, ont un impact majeur sur les Juifs ukrainiens : certains se replient sur la religion et leurs communautés, d’autres se tournent vers le socialisme qui promet l’émancipation et l’égalité, articulé par le Bund général et le Bund juif, d'autres encore émigrent vers l'Amérique, d’autres enfin incarnent les premiers frémissements du sionisme moderne, articulé par le mouvement Bilou qui envoie, en 1882, ses premiers émigrants fonder des communautés en Palestine.

Plus tard, la Jewish Colonization Association prendra le relais, pas seulement vers la Palestine mais vers d’autres destinations,,.

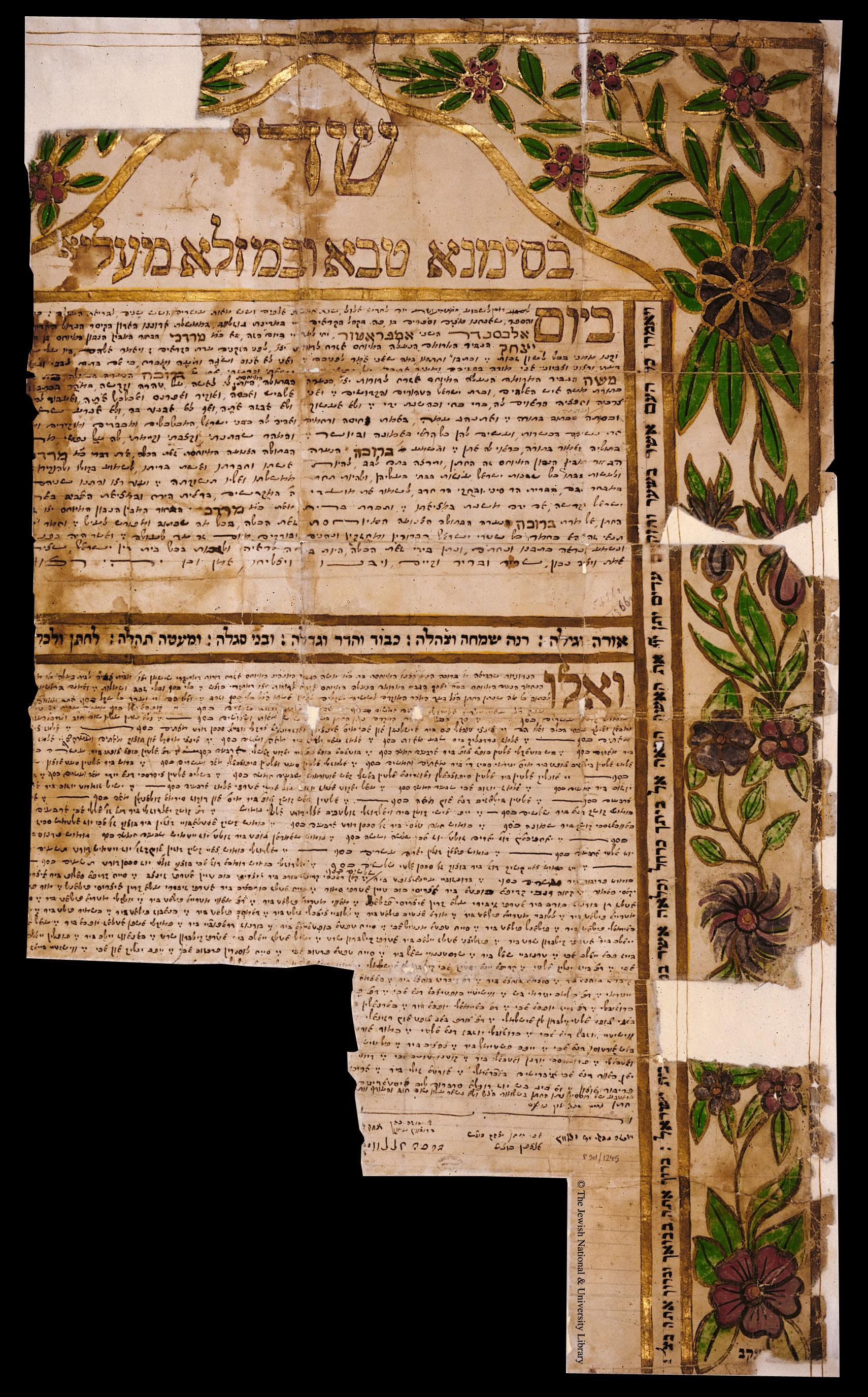
Ketuba d'Ukraine
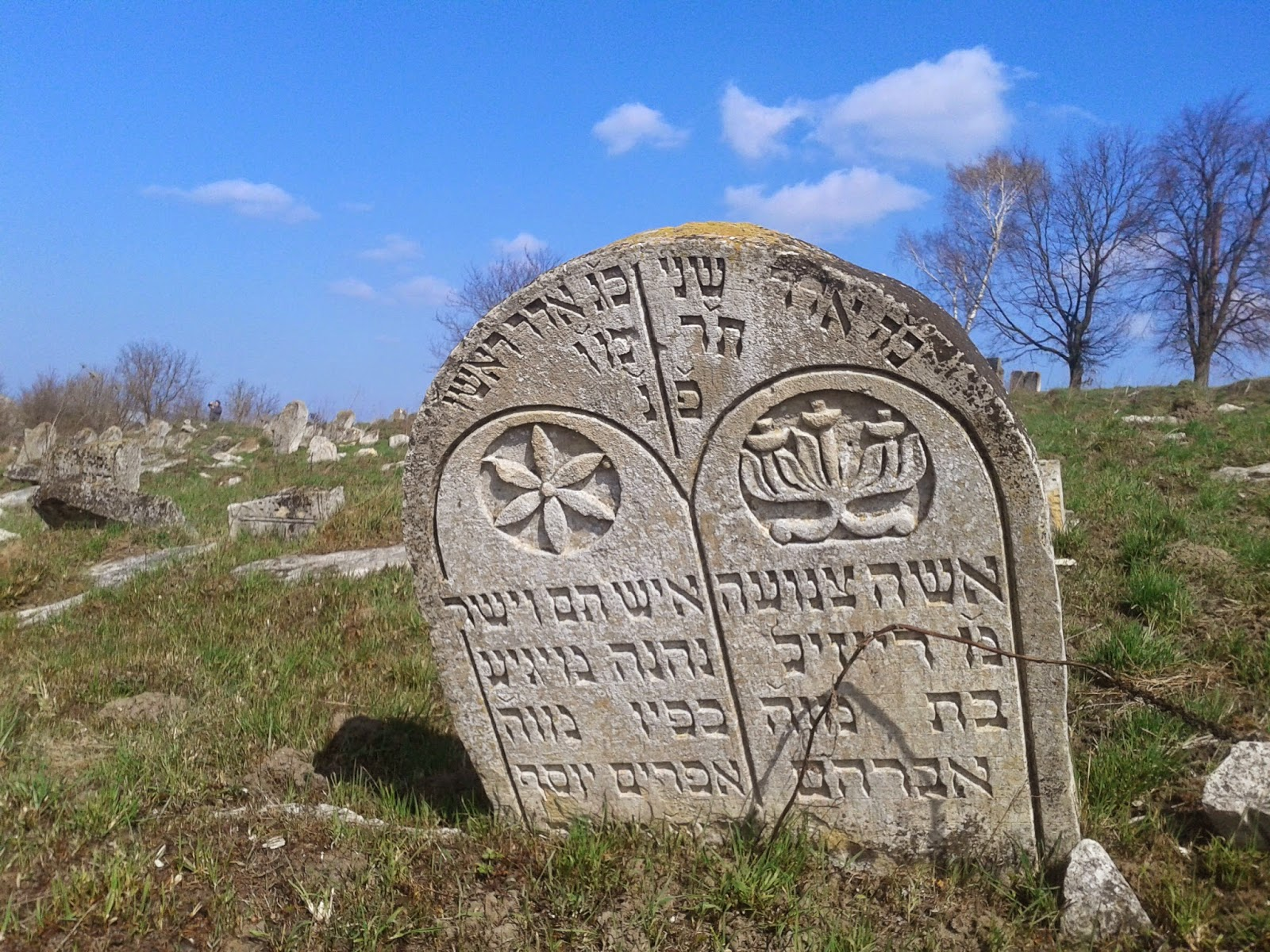
Cimetière juif de Berezhany, oblast de Ternopil
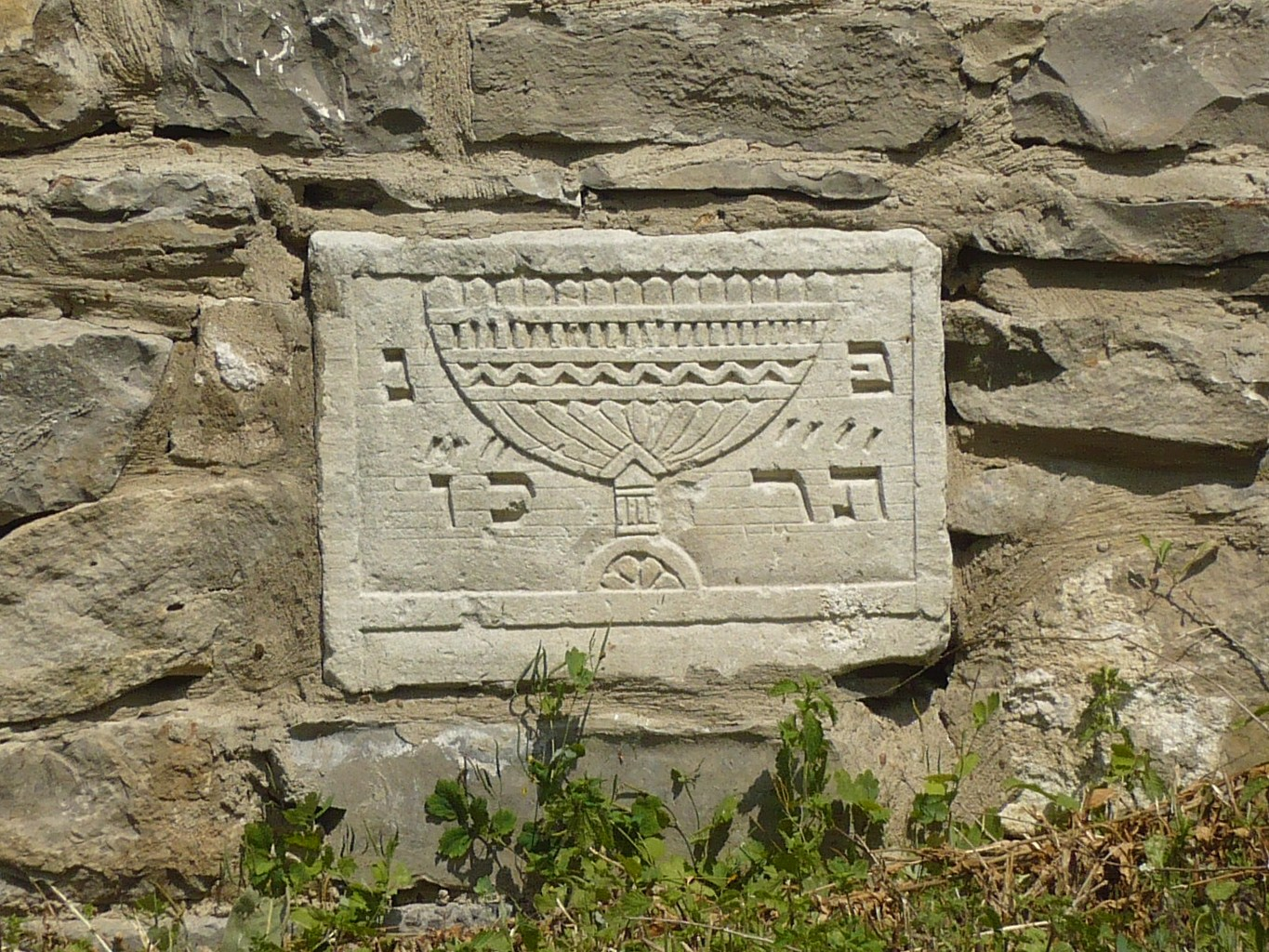
Plaque en hébreu sur le mur autour de l'église arménienne de l'Immaculée Conception de Sainte Vierge Marie (pl), Zhvanets (pl)
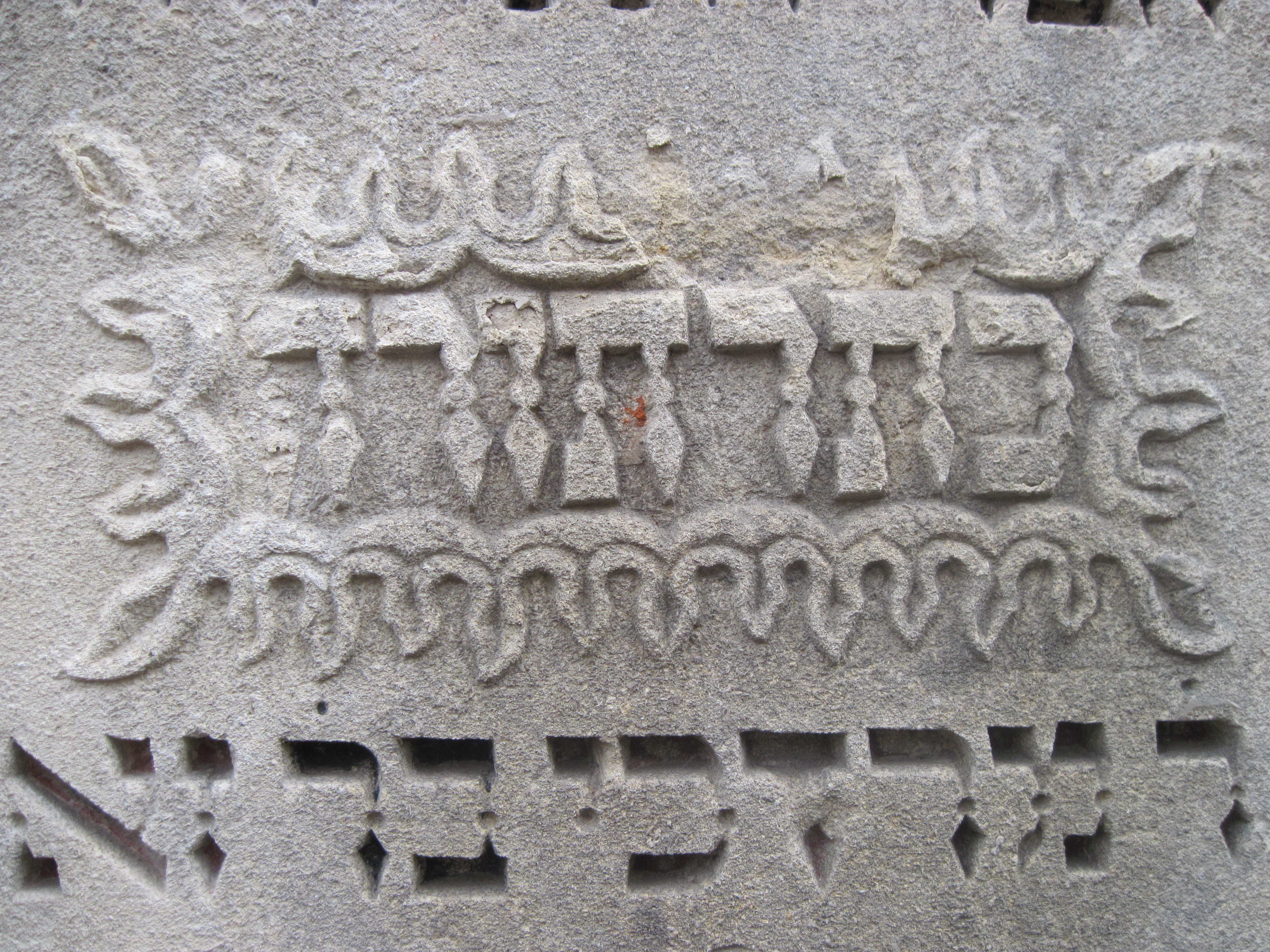
Pierre tombale au cimetière de Buchach (uk), Oblast de Ternopil

## AuXXesiècle

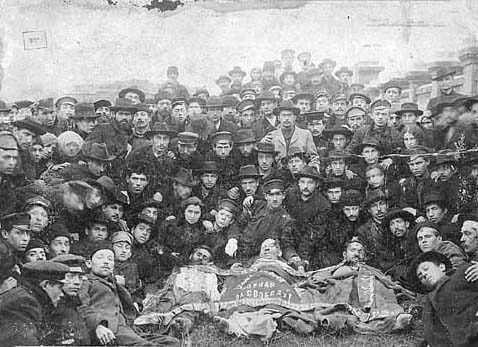
Membres du Bund derrière le corps de leurs camarades tués à Odessa durant la révolution de 1905.

Durant la révolution russe de 1905, des Juifs sont massacrés : l'extrême droite crée les Centuries noires, plus ou moins soutenues par le gouvernement, pour lutter contre les libéraux, les intellectuels, les socialistes et les Juifs, notamment par l'organisation de pogroms comme ceux de Kichinev.
De mars à mai 1915, face à l'armée allemande, le gouvernement expulse des milliers de Juifs des zones frontalières de l'Empire, qui coïncident avec la Zone de résidence,.
Pendant la révolution russe et la guerre civile russe qui a suivi, environ 31 071 juifs sont tués entre 1918 et 1920. Pendant l'établissement de la République populaire ukrainienne (1917–1921), outre les accusations de « crimes rituels », des pogroms continuent à être perpétrés sur le territoire ukrainien.

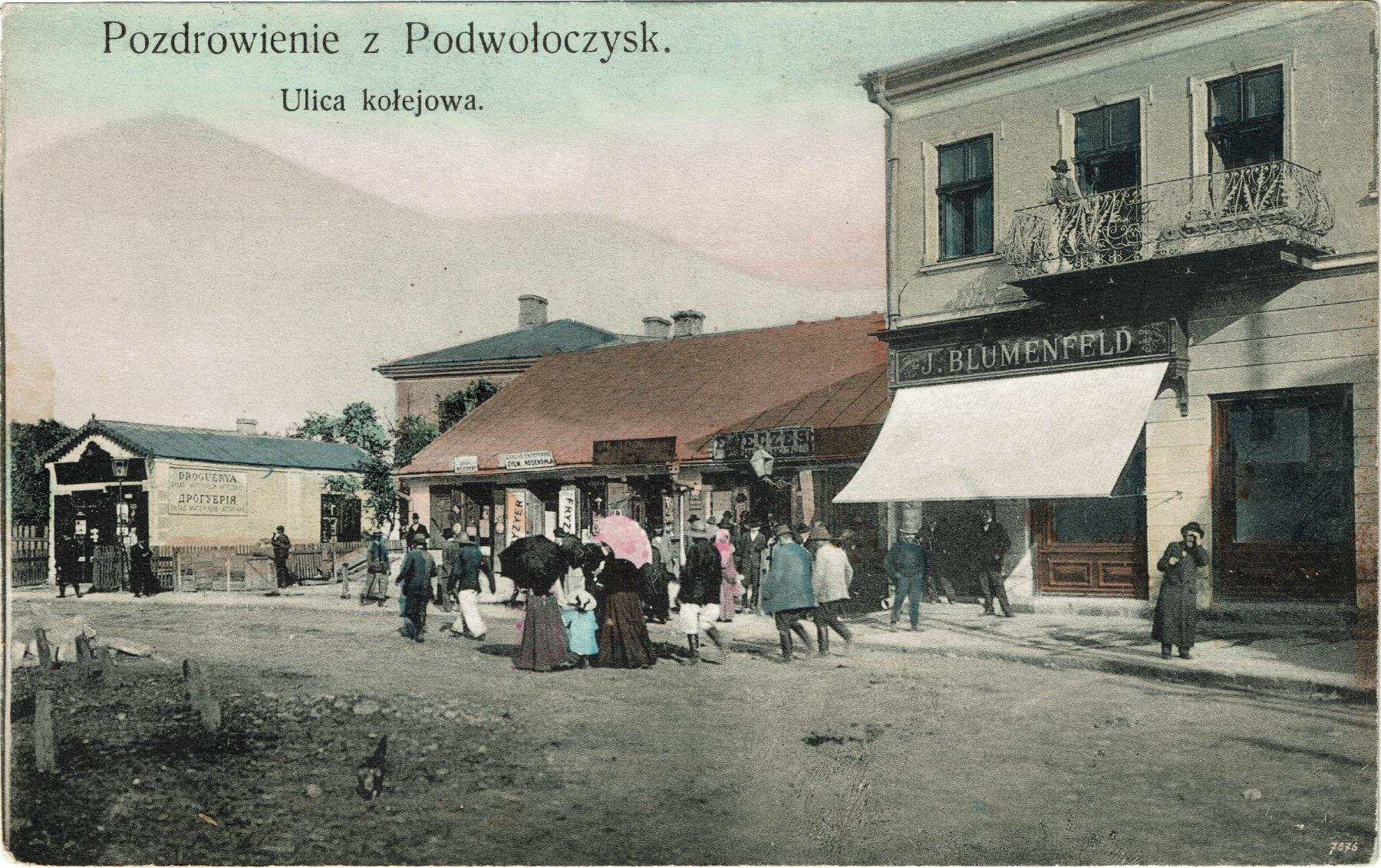
Rue Kołejowa avec ses boutiques juives, Podwoloczyska, (1905)
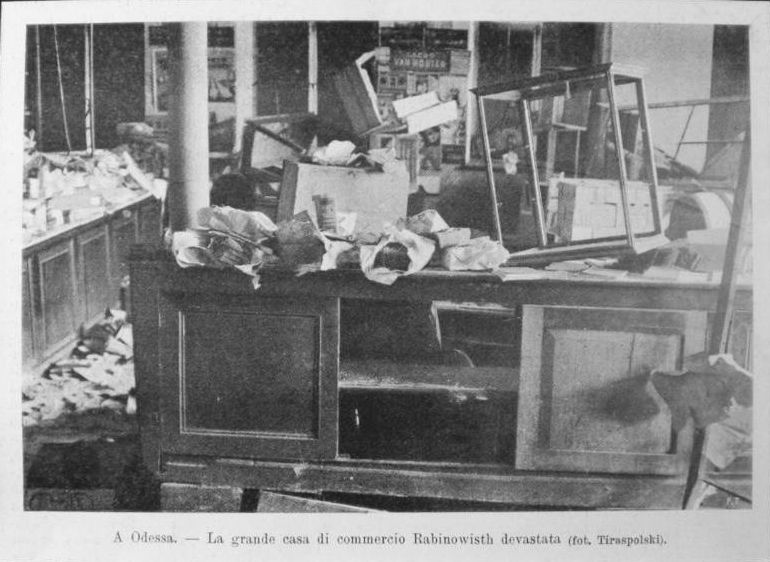
Le magasin du commerçant Rabinovich après le pogrom d'Odessa (1905)
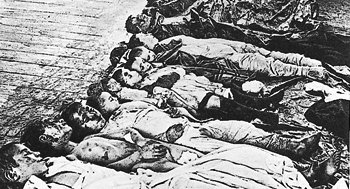
Jeunes victimes d'un pogrom à Ekaterinoslav (1905)
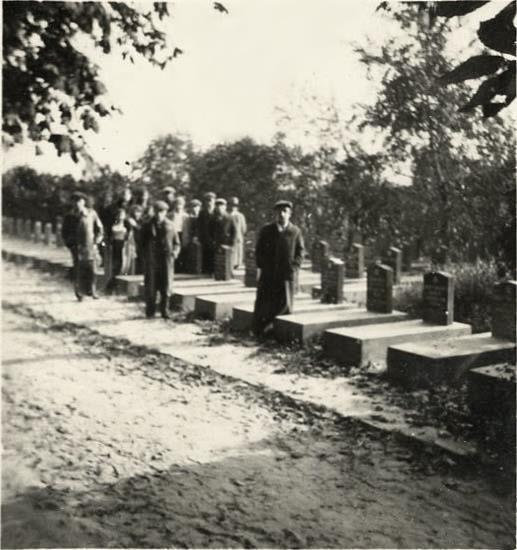
Tombes des victimes du pogrom de Lviv (1918)
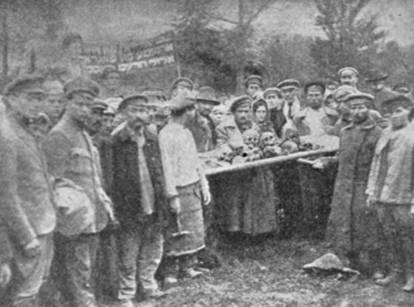
Après le pogrom de Fasiv ayant fait plusieurs milliers de morts (1919)
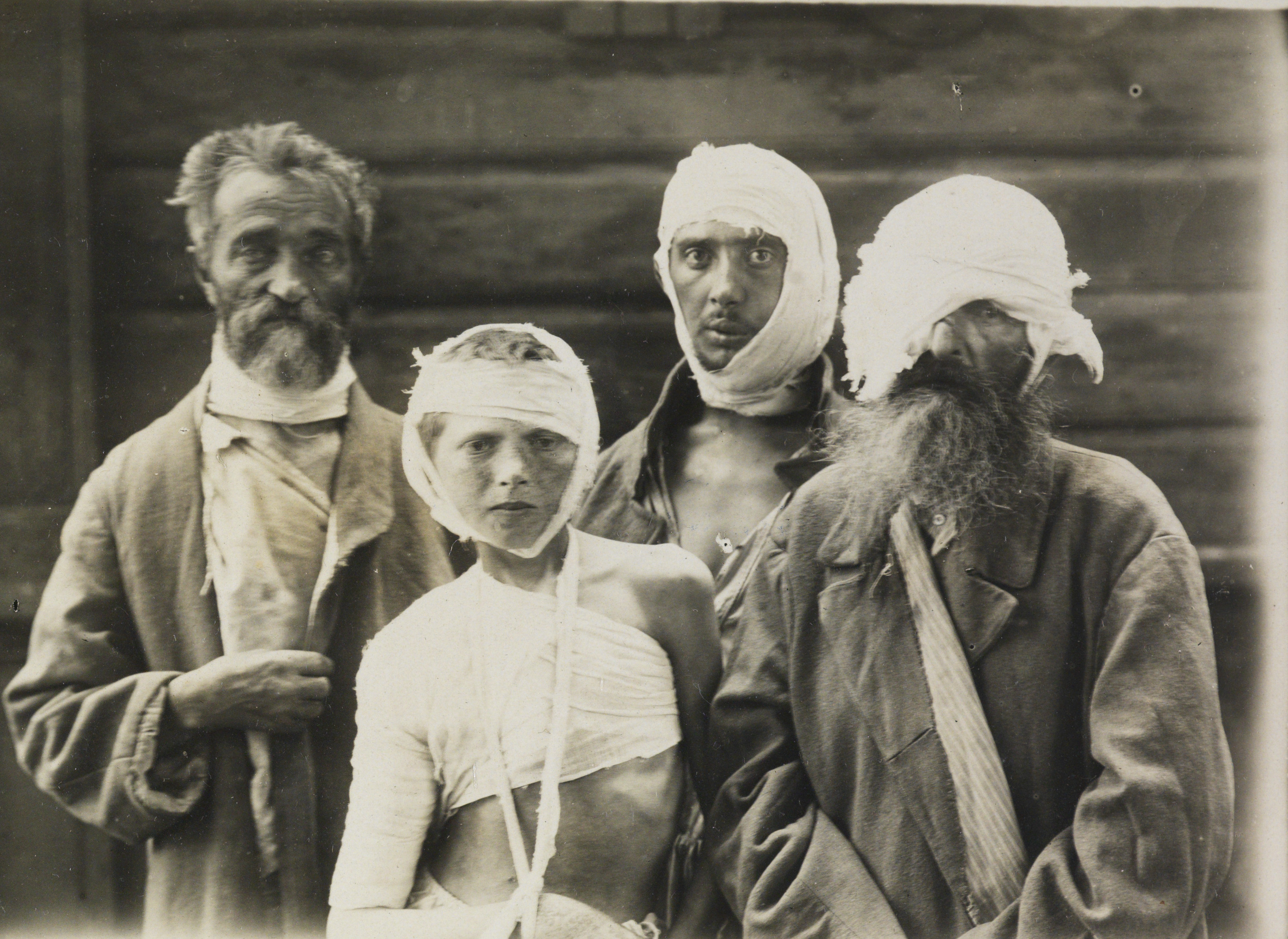
Rescapés (famille Pritzker) d'un pogrom à Khodorkiv, commis par le Directoire d'Ukraine (1919)
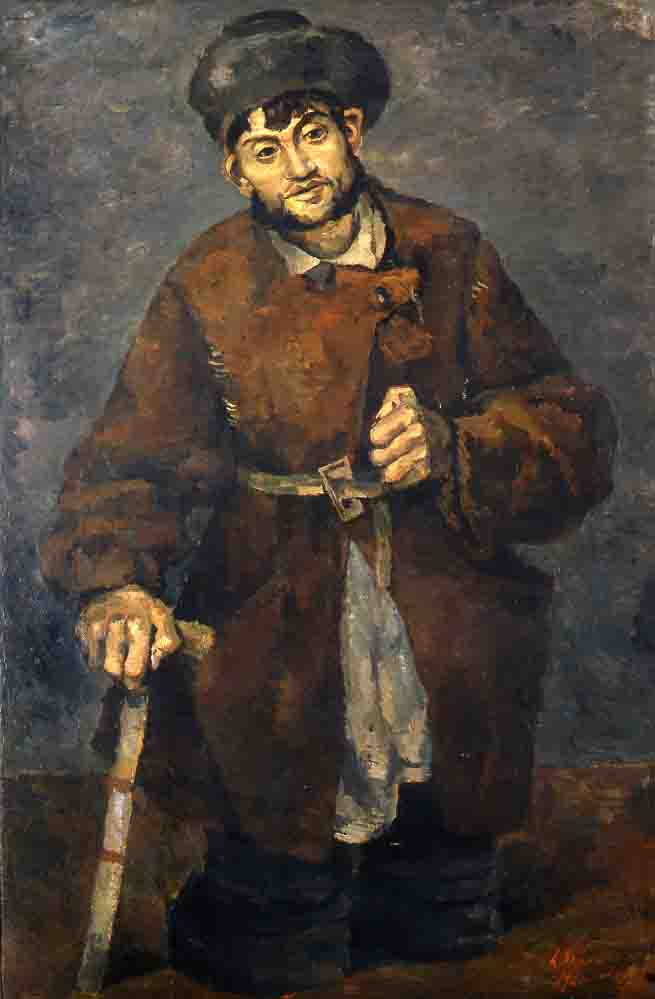
Victime d'un pogrom, Amcheï Nürenberg (1926)

### Pogroms au début du siècle

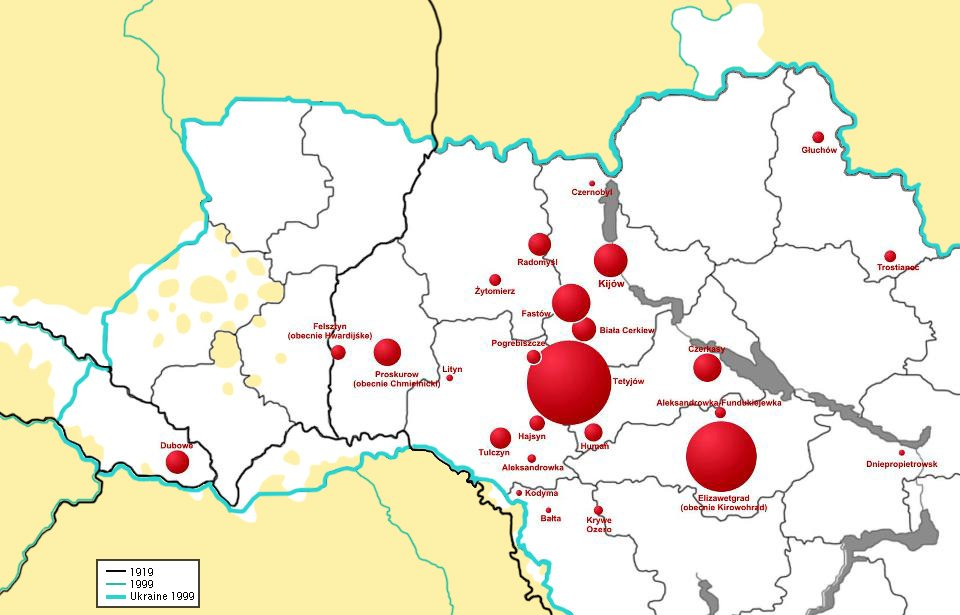
Localisation de certains pogroms de Juifs ukrainiens en 1918-1920, en tenant compte du nombre de victimes.Noir : frontières de 1919. ' : frontières réelles (depuis 1991) - ' : frontière ukrainienne proprement dite - Blanc : résidents de l'Ukraine.

Les deux républiques populaires ukrainiennes proclamées en 1918, celle de l’ancien Empire austro-hongrois et celle de l’ancien Empire russe, n’affichent pas de politique contre les Juifs, mais la guerre civile russe et la guerre soviéto-polonaise servent de prétexte à des pogroms extrêmement sanglants : selon Nicolas Werth, on estime à 125 000 le nombre de victimes juives de pogroms en Ukraine, entre 1918 et 1924.

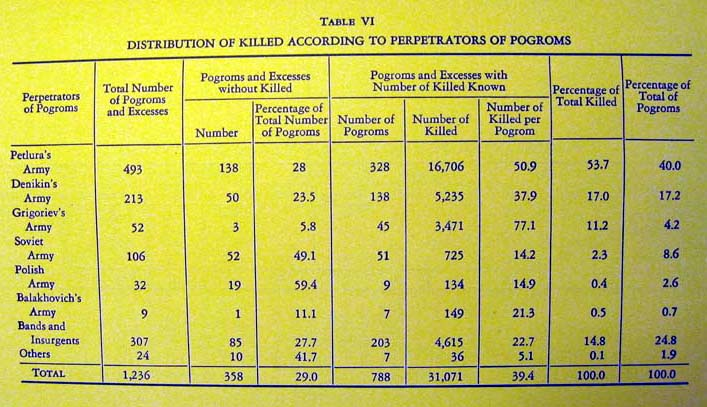
Tableau de distribution des personnes tuées par les pogromistes entre 1918 et 1921.

La pire année fut sans conteste 1919. Les pogroms furent commis par les unités armées les plus diverses : troupes débandées russes ou allemandes vivant de brigandage, Russes blancs, atamans ukrainiens agissant pour leur propre compte, détachements de « Verts » (paysans affamés et insurgés) et unités de l’Armée rouge vivant elles aussi de réquisitions.
C’est dans ce contexte que prend naissance, chez les ennemis des bolcheviks, le mythe du « judéo-bolchevisme » selon lequel tout Juif est un bolchevik en puissance, un « homme au couteau entre les dents »,.
Après son annexion par l’URSS en 1924, l’Ukraine héberge la moitié de la population juive soviétique. De nombreux dignitaires soviétiques d’origine juive ukrainienne apparaissent, comme Léon Trotski fondateur de l'Armée rouge ou Grigori Zinoviev président du soviet de Leningrad.

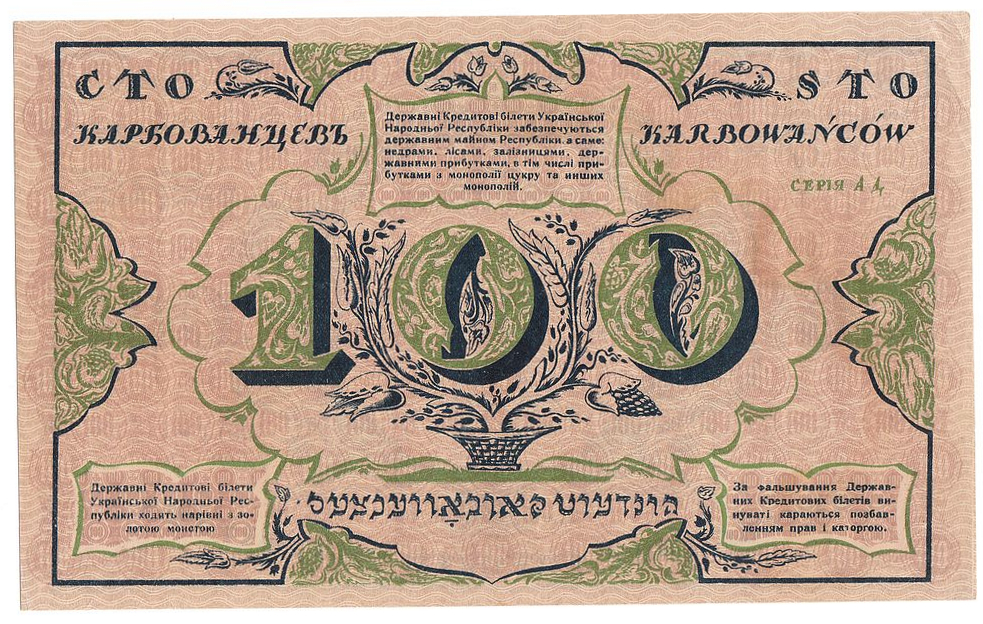
100 karbovanets de la République nationale ukrainienne en trois langues : ukrainien, polonais et yiddish (1917)

### Culture et langue au début du siècle

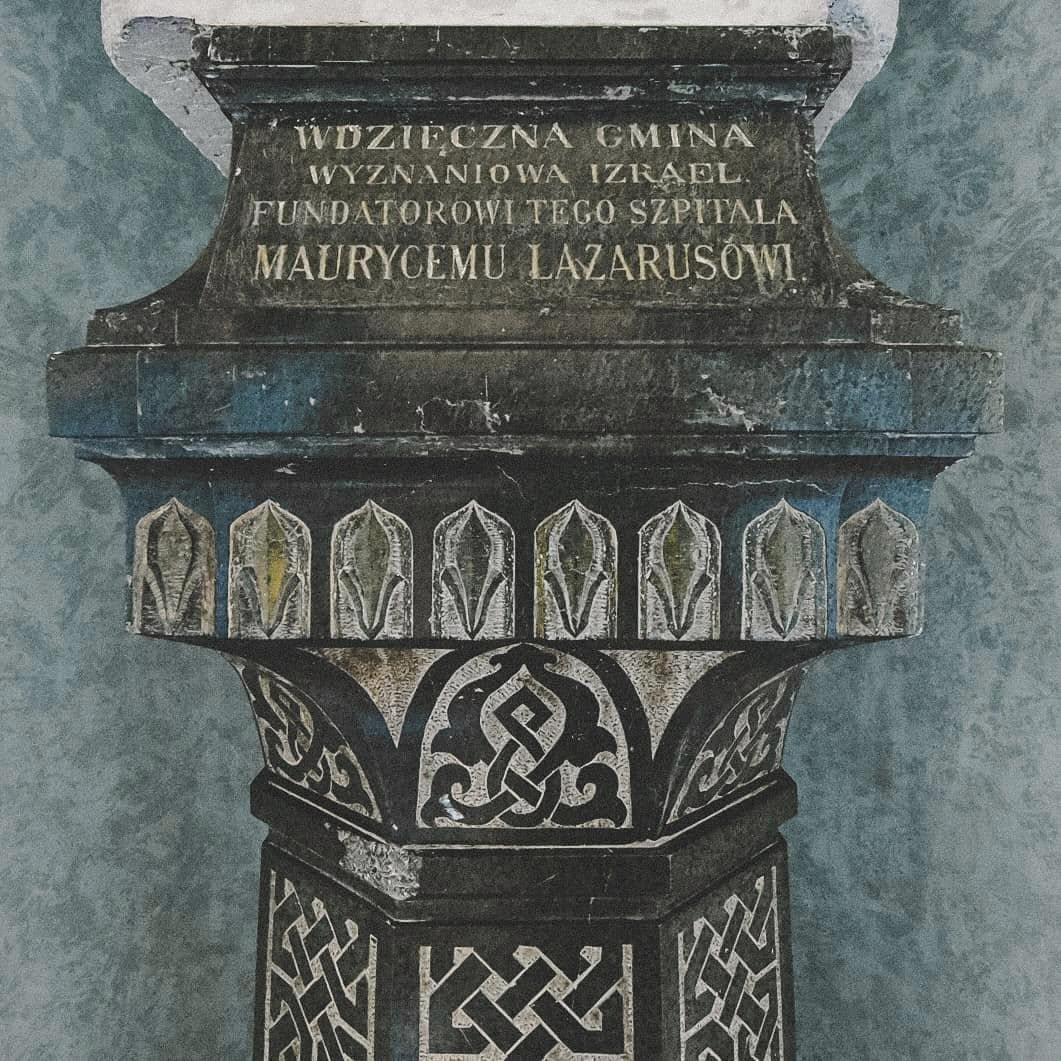
À l'hôpital juif de Lviv, fondé par Maurycemu Lazarusowl (1832-1912)

Dans la République populaire ukrainienne (1917-1921), le yiddish est une langue d'État avec l'ukrainien et le russe. À cette époque, l'Union nationale juive est créée et la communauté obtient un statut autonome. 
Le yiddish est également utilisé sur la monnaie ukrainienne entre 1917 et 1920.

Culture
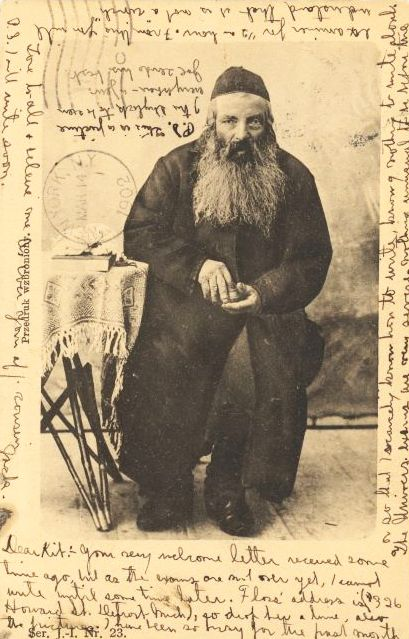
Changeur juif d'Ivano-Frankivsk (av. 1902)
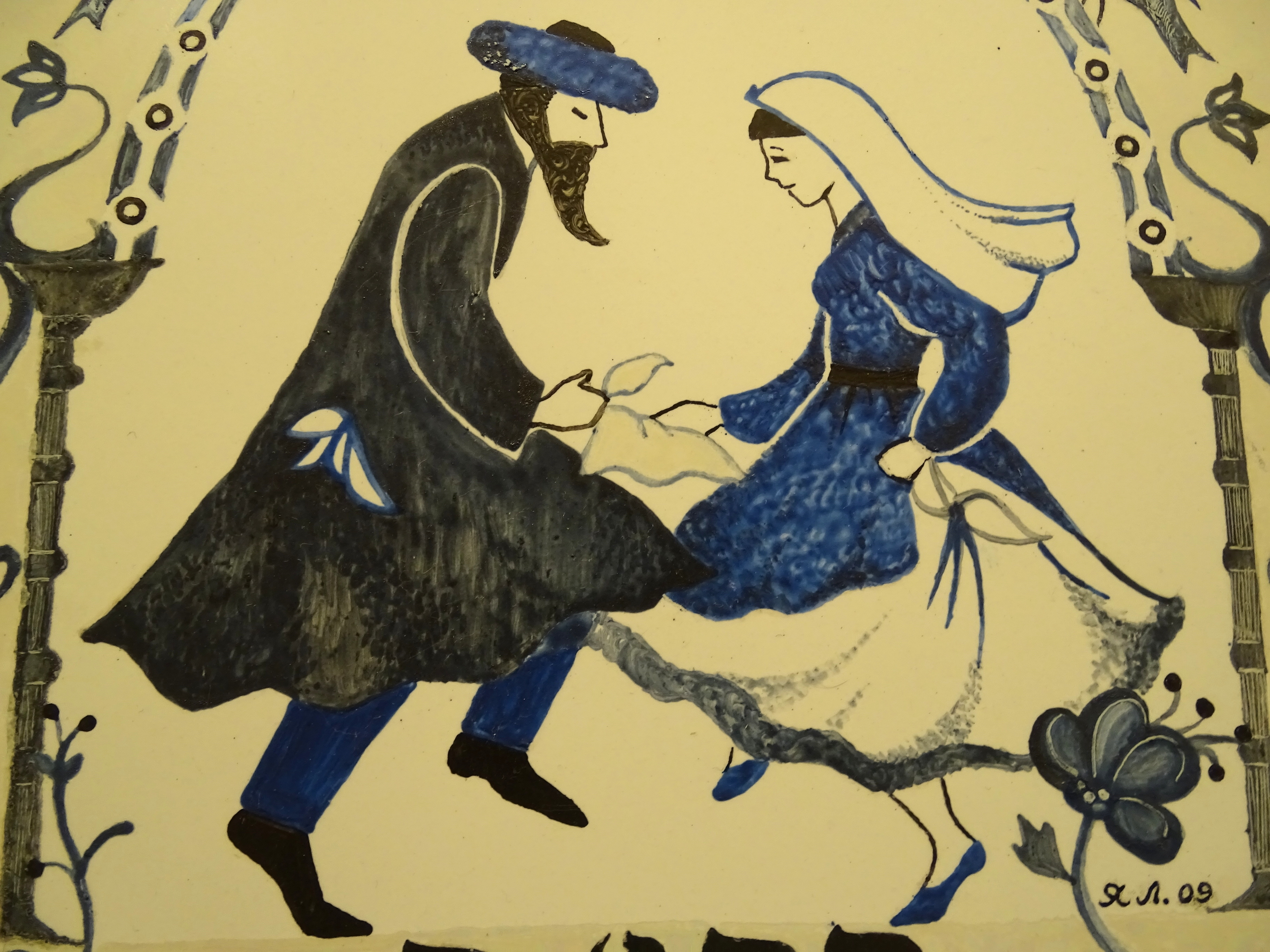
Danse sur une porcelaine au Musée d'histoire des juifs d'Odessa
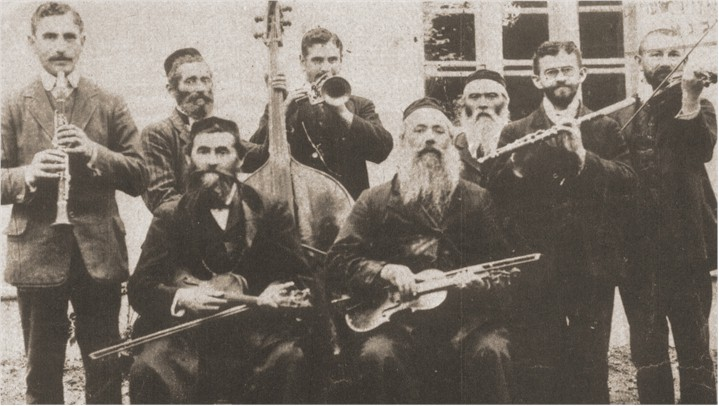
Musiciens klezmer (dont la famille Faust) de Rohatyn en Galice (1912)
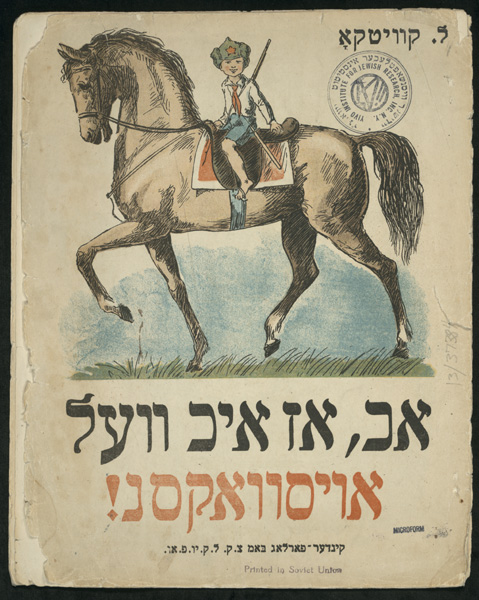
Livre pour enfants par Leyb Moiseyevich Kvitko
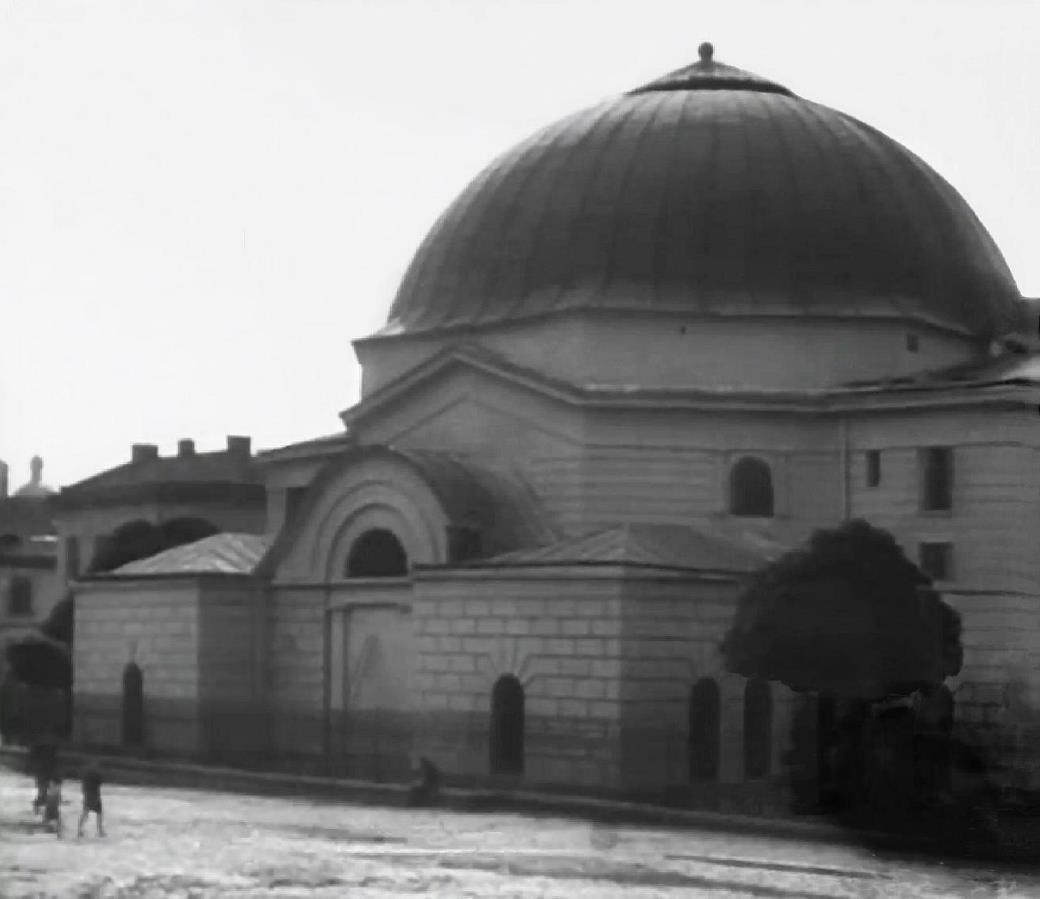
Synagogue Temple de Lemberg (1938)

Juifs de Lviv (Lwow, Lemberg)
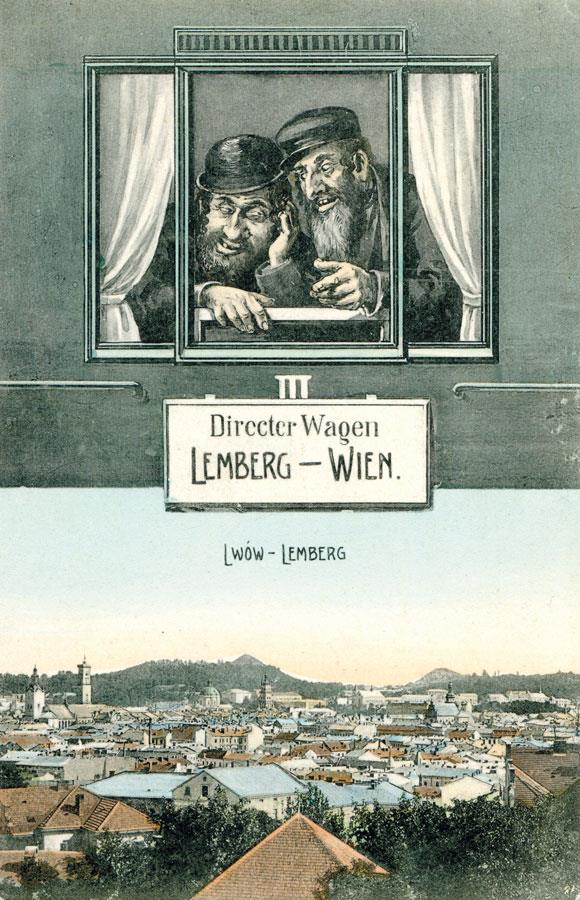
Carte postale pour un trajet Lemberg-Vienne, v. 1900
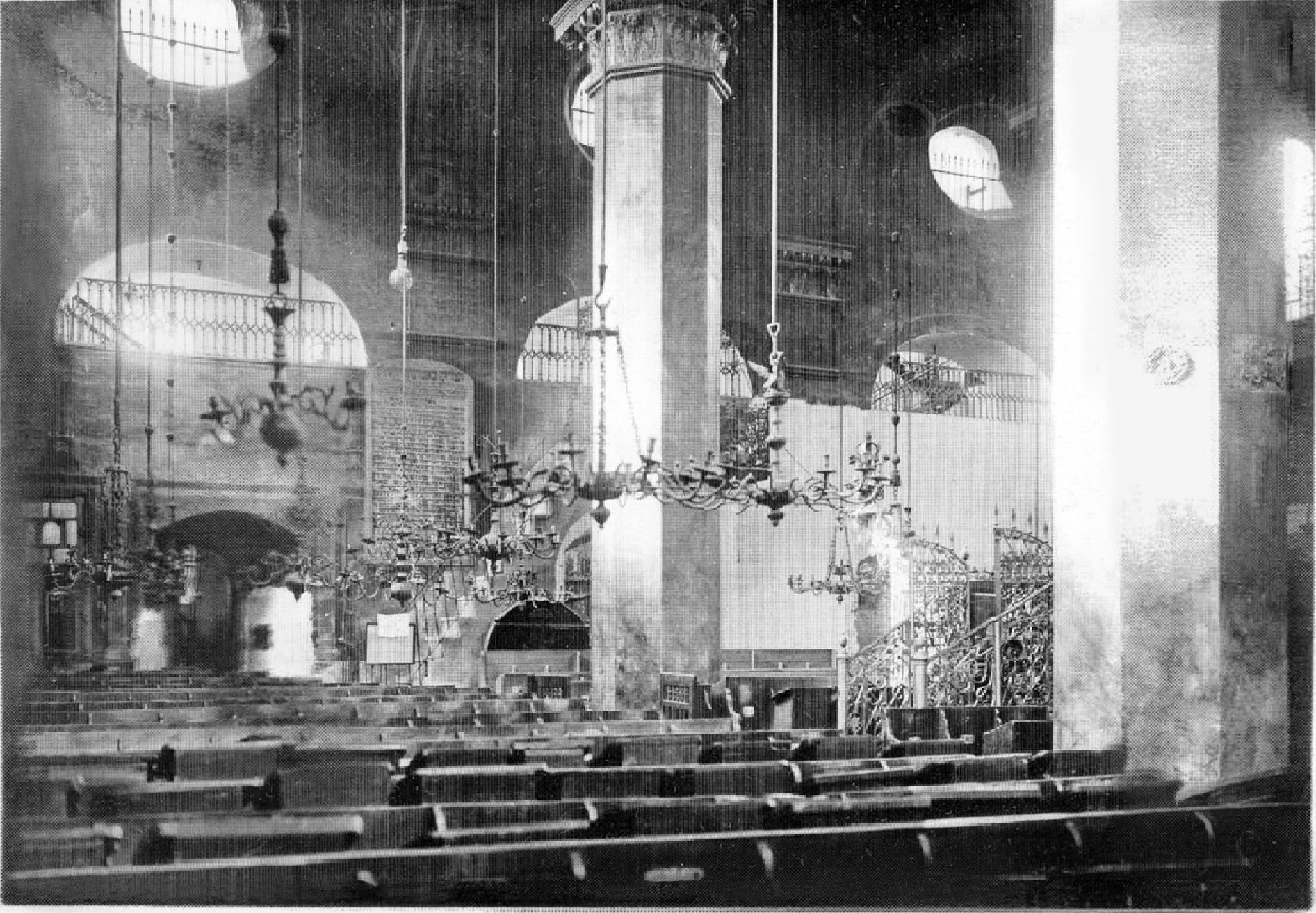
Intérieur de la grande synagogue (uk) Przedmiejska datant de 1619, v. 1900
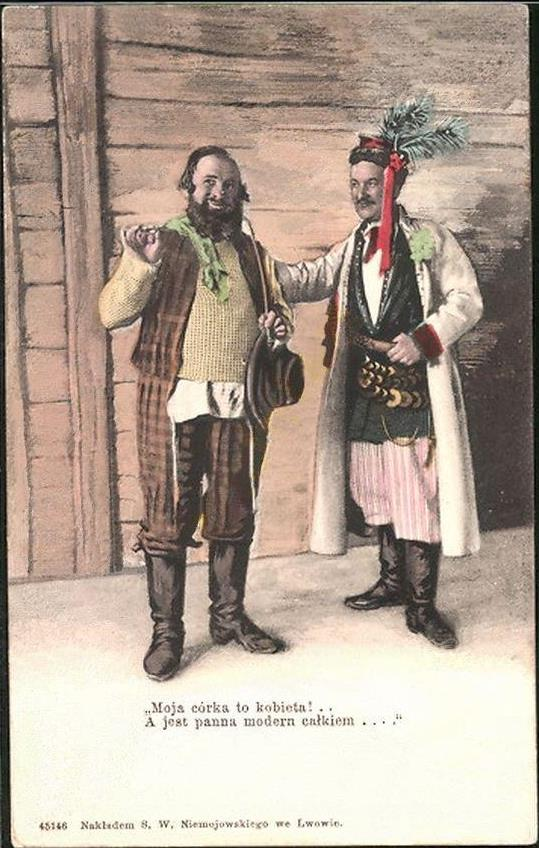
Carte postale humoristique, v. 1900
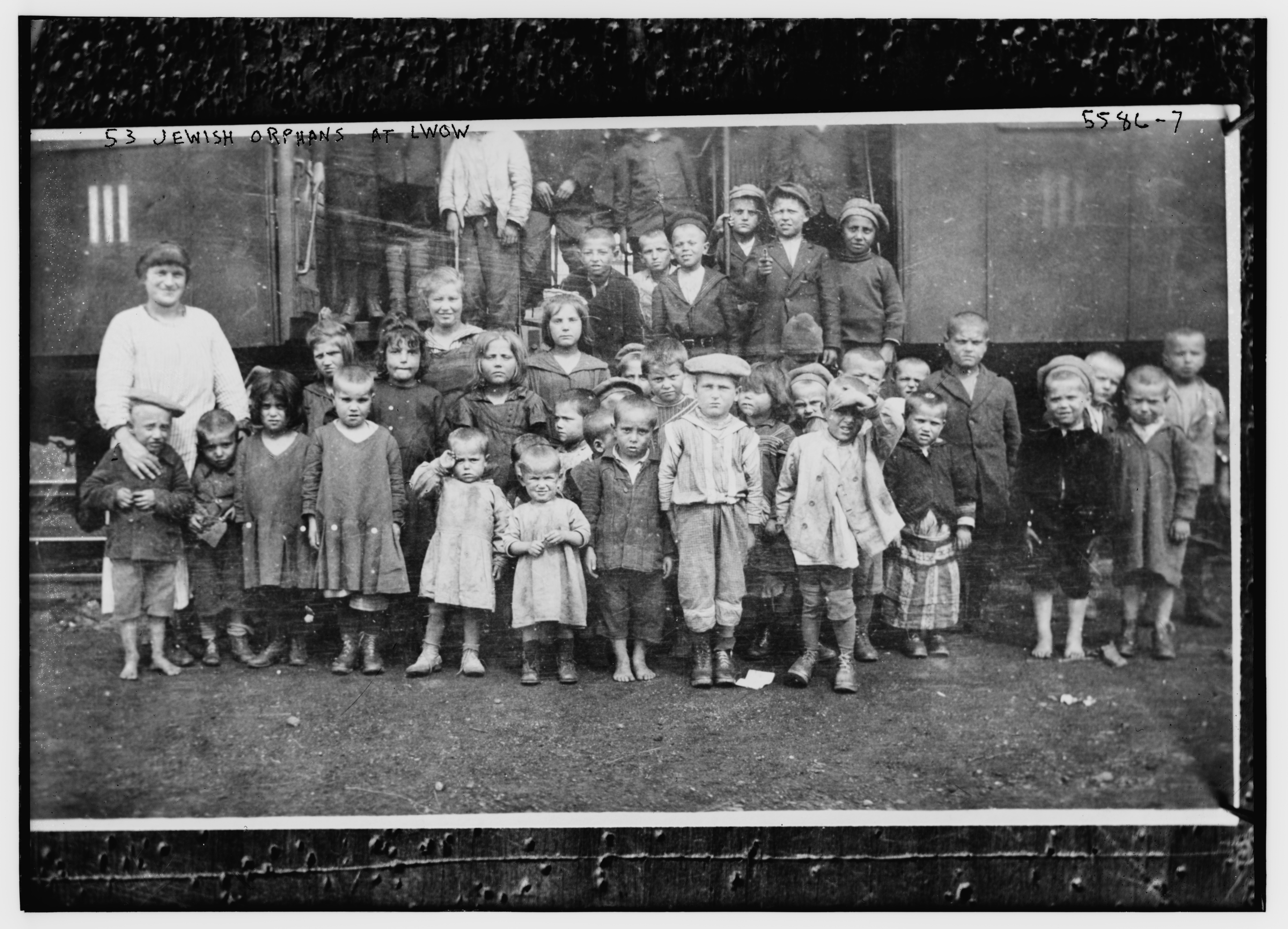
53 orphelins juifs de Lwow, v. 1900
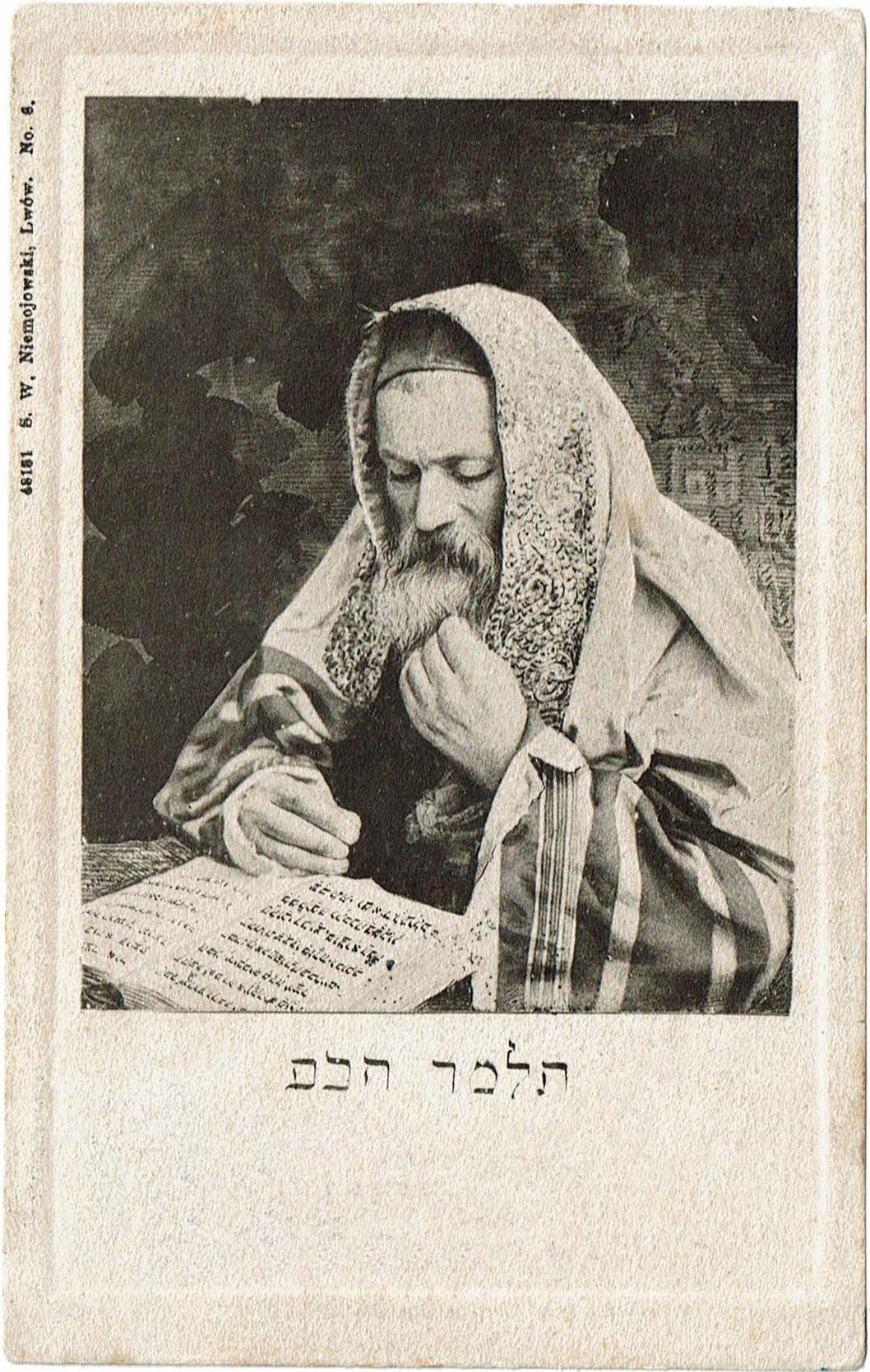
Carte postale des éditions Nemojowski, 1902
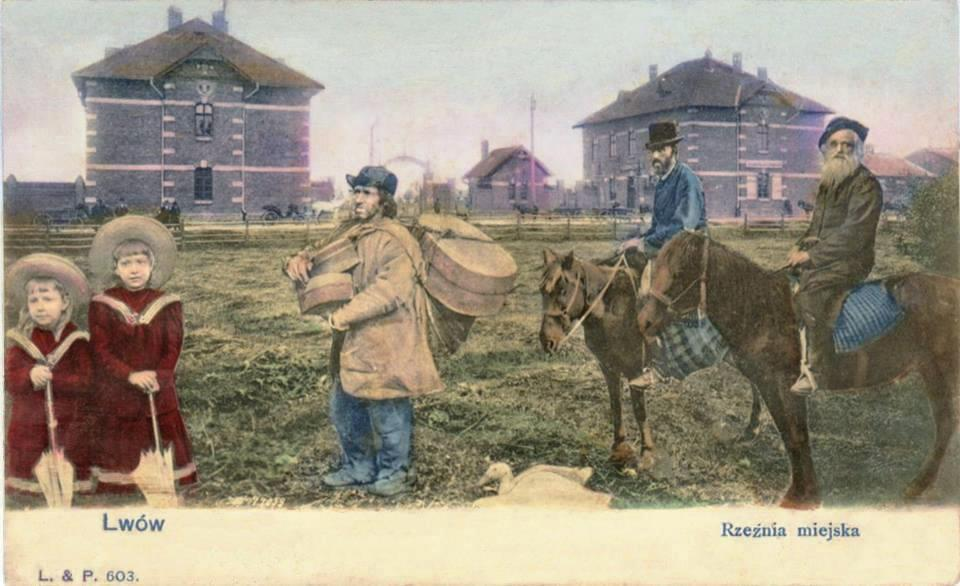
Carte postale intitulée « Nouveau massacre à Lwow », 1903
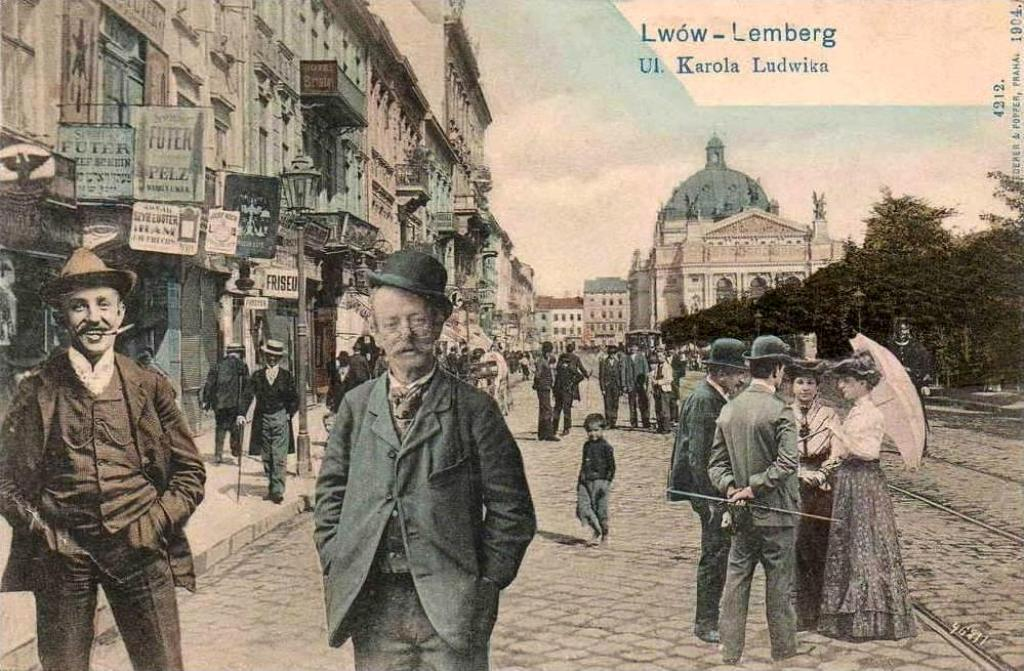
Centre commercial juif rue K. Ludwik, 1904
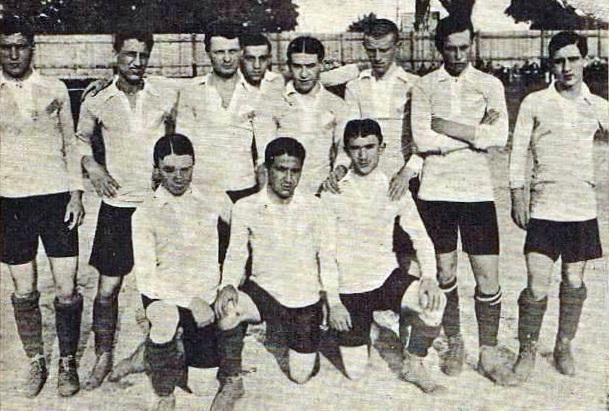
Club sportif juif Hasmonea Lwów (pl), v. 1915
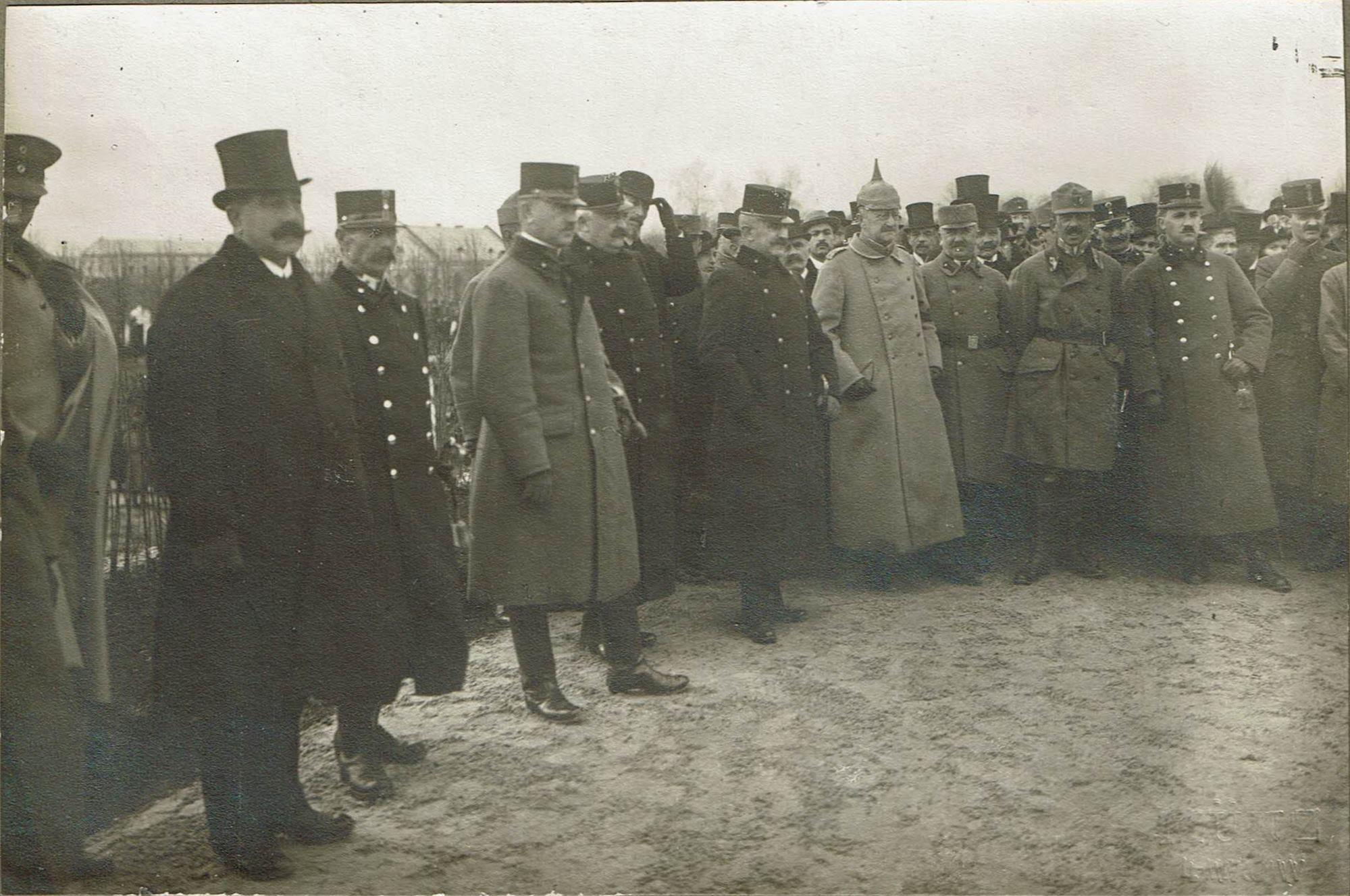
Inauguration du mémorial aux soldats juifs tombés au combat dans le nouveau cimetière juif, en arrière plan est visible la synagogue Novokladbischenskaya, novembre 1916
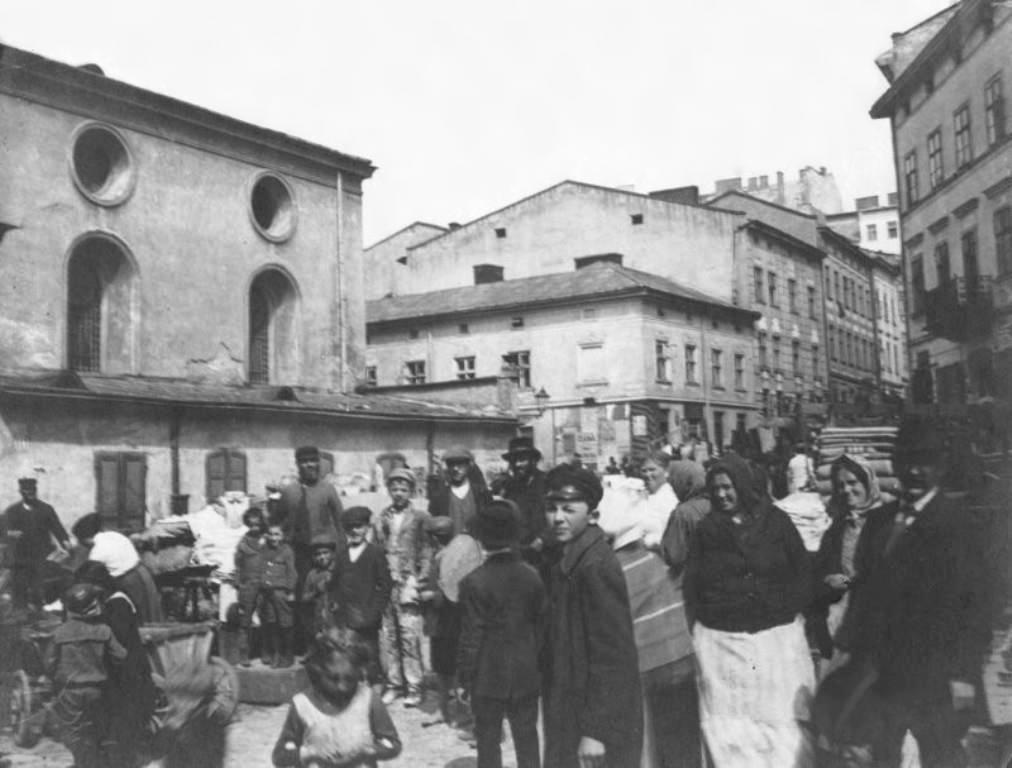
Quartier juif devant la vieille synagogue (uk) Przedmiejska.jpg , 1920
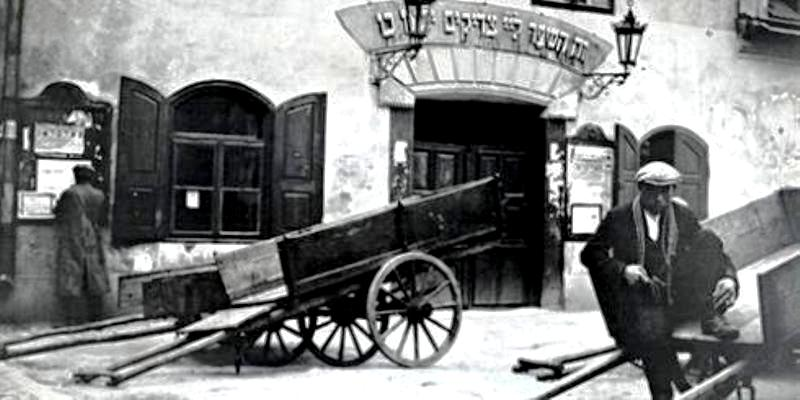
Entrée de l'ancienne synagogue rue Bożnicza à Lvov, qui sera plus tard dans le ghetto, 1920-1930
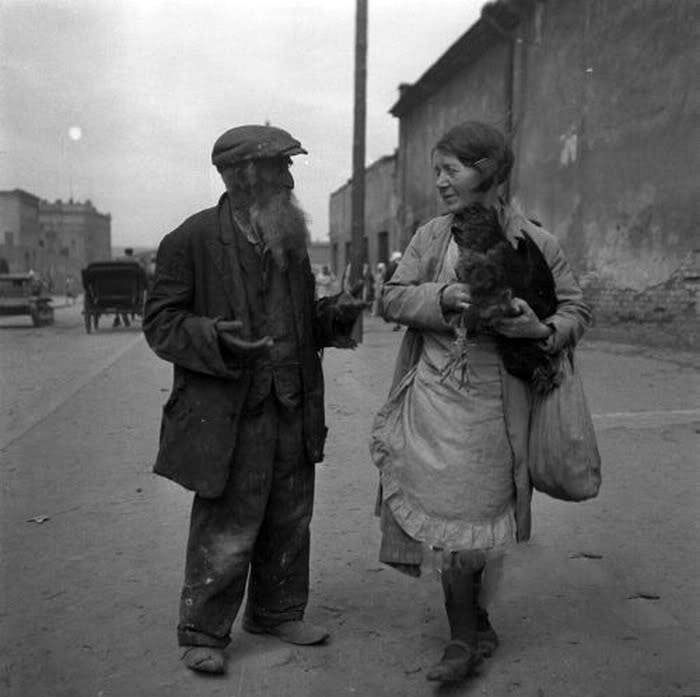
Dans la rue, 1931-1935
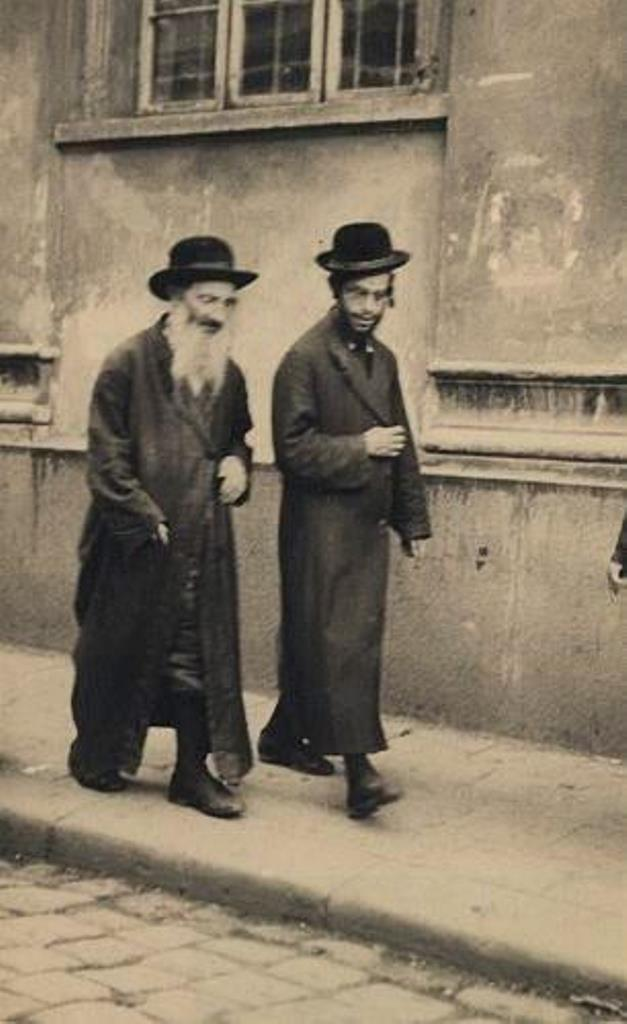
Près de la synagogue Jakob Glanzer, 1931-1935
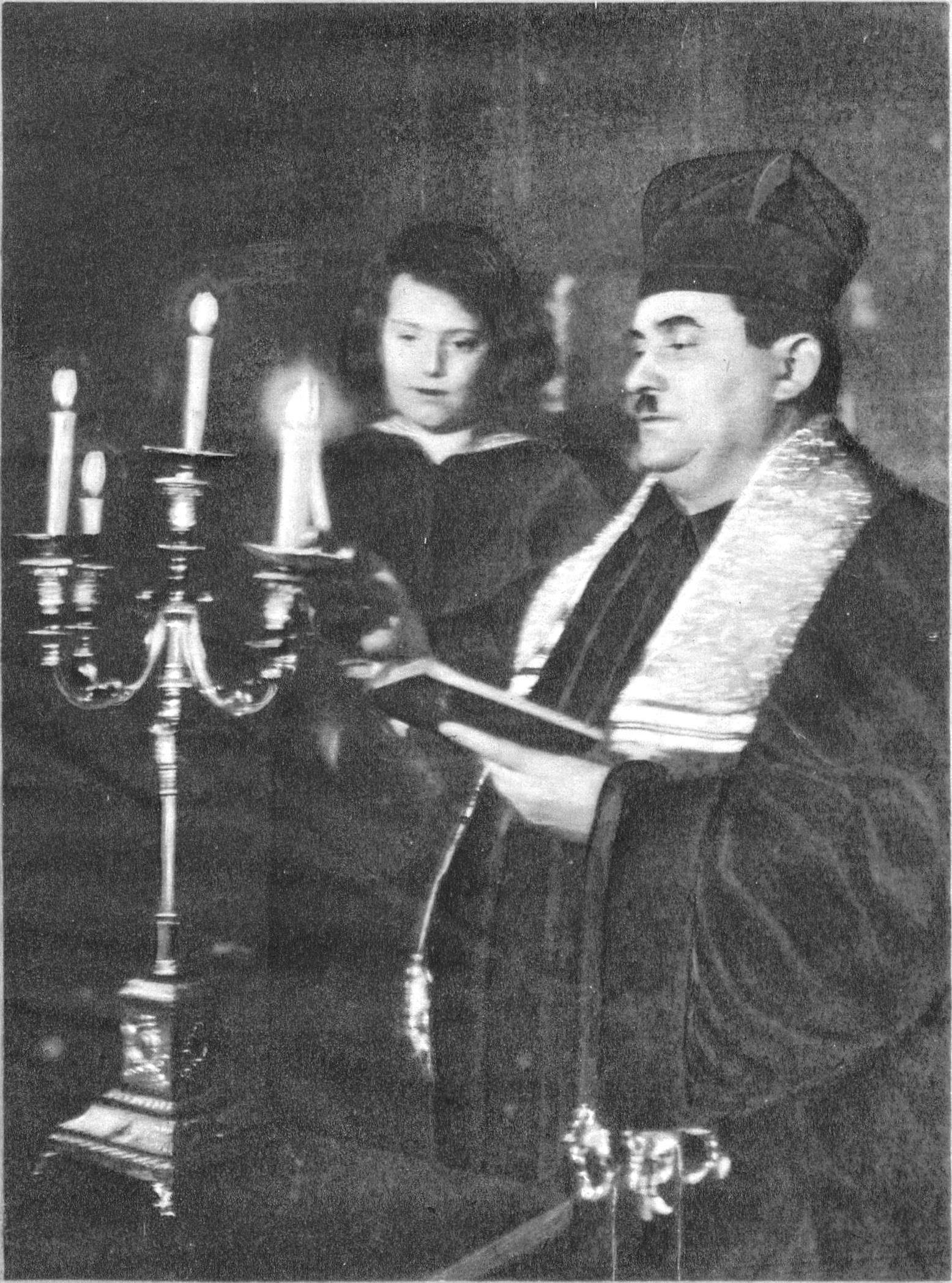
Allumage des bougies de Hanoukka selon un rite réformé (non-orthodoxe), photo parue dans le journal « Khvylya », décembre 1932
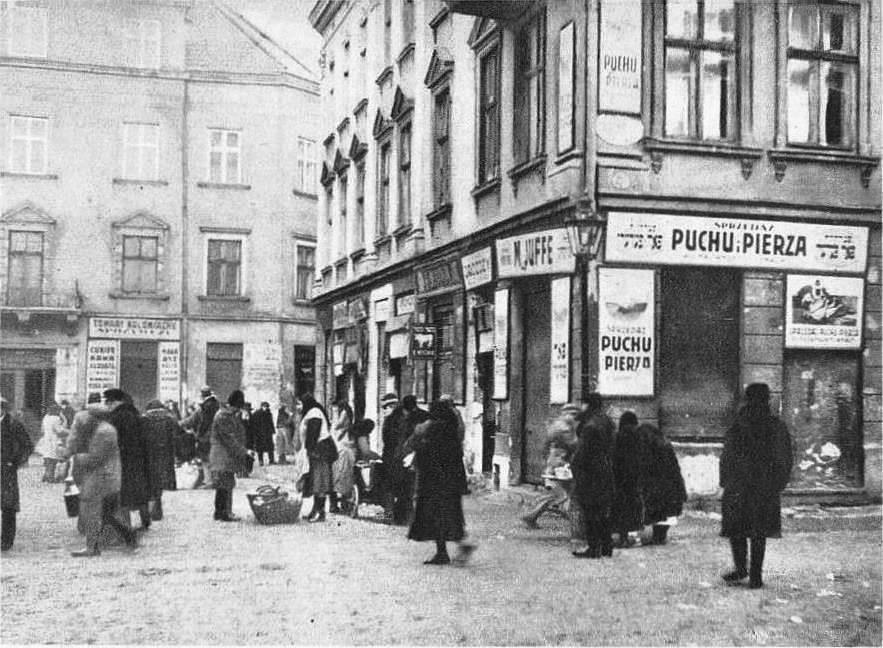
Quartier juif, sq. Zbozhova, rue Lázně, angle rue Bozhnichey, en arrière plan construction de la yeshiva et synagogue Ohr Torah rue Starozakonnaya, avant Pâque 1931

### Seconde Guerre mondiale

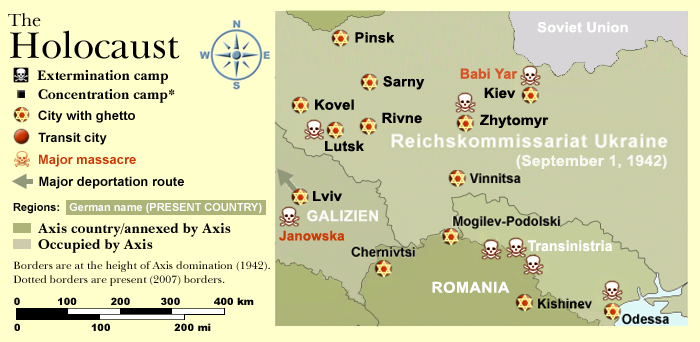
Carte de la Shoah en Ukraine : camps d'extermination nazis (ou « camps de la mort »), la plupart des principaux camps de concentration, camps de travail, camps de prisonniers, ghettos, principaux itinéraires de déportation et principaux sites de massacres.

Avant la Seconde Guerre mondiale (1939-1945), l'ancienne « Zone » abolie vingt-quatre ans auparavant compte environ cinq millions de Juifs, soit la plus grande concentration de Juifs au monde. Pendant l'occupation par l'Allemagne nazie s'y déroule la plus grande opération planifiée d'assassinats systématiques de Juifs, qui extermine la plus grande partie d'entre eux.
La Seconde Guerre mondiale est particulièrement sanglante en Ukraine. Les Juifs sont spécialement ciblés par les Einsatzgruppen et leurs supplétifs locaux durant la « Shoah par balles » (exécutions sommaires en masse) : le nombre des victimes est estimé à 1,5 million de personnes,. Babi Yar (Babyn Yar) à Kiev est le théâtre d'exécutions massives de 1941 jusqu'en 1943 ; jusqu'à 100 000 personnes y sont tuées, parmi lesquelles une majorité de Juifs (34 000 personnes) mais également des Roms, des résistants et des prisonniers soviétiques. Pour de nombreux historiens, le nombre de victimes est sans doute beaucoup plus important que les 1,5 million de personnes estimées, car les recensements depuis 1913 étaient approximatifs, ou pas du tout réalistes, depuis la révolution de 1917 et ses nombreuses crises, dont l'Holodomor.[réf. nécessaire]
En Ukraine encore, sont installés la plupart des centres d’extermination nazis. Enfin plusieurs millions de personnes périssent de faim, de froid et d'épidémies dans les ghettos - la ghettoïsation forcée de tous les Juifs ayant été ordonnée par Heydrich, le chef de la police de sécurité SS, dès le 21 septembre 1939. Les rares survivants se trouvent parmi les partisans ayant pris les armes, ou parmi ceux qui ont pu s'enfuir à temps.

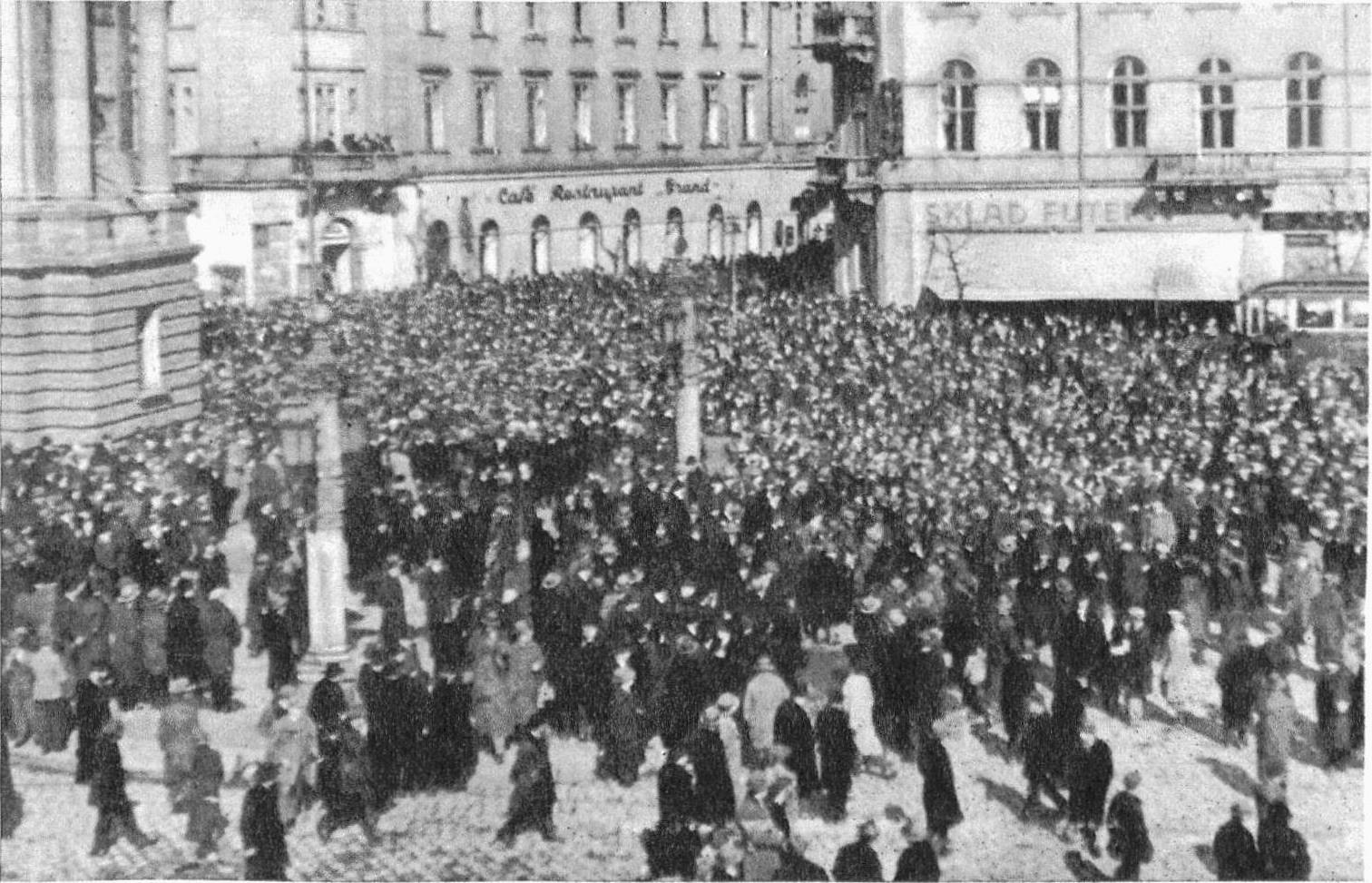
Manifestation contre le nazisme devant le théâtre de Lviv (1933)
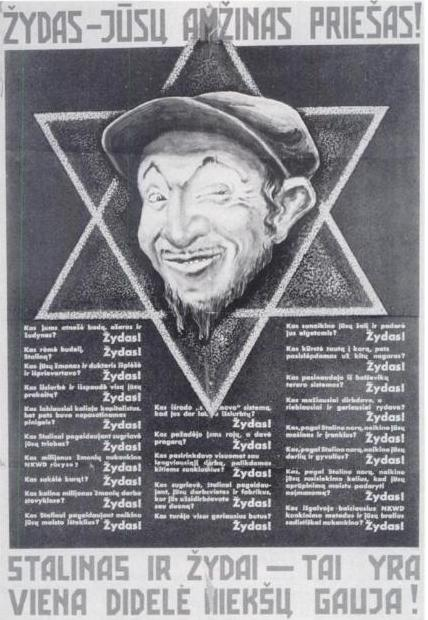
Affiche antisémite et antisoviétique de la propagande nazie, rédigée en lituanien (en haut : « Un Juif est votre ennemi éternel » ; en bas : « Qui a emprisonné des millions de personnes dans les camps de travail ? Un Juif ! ») (1941).
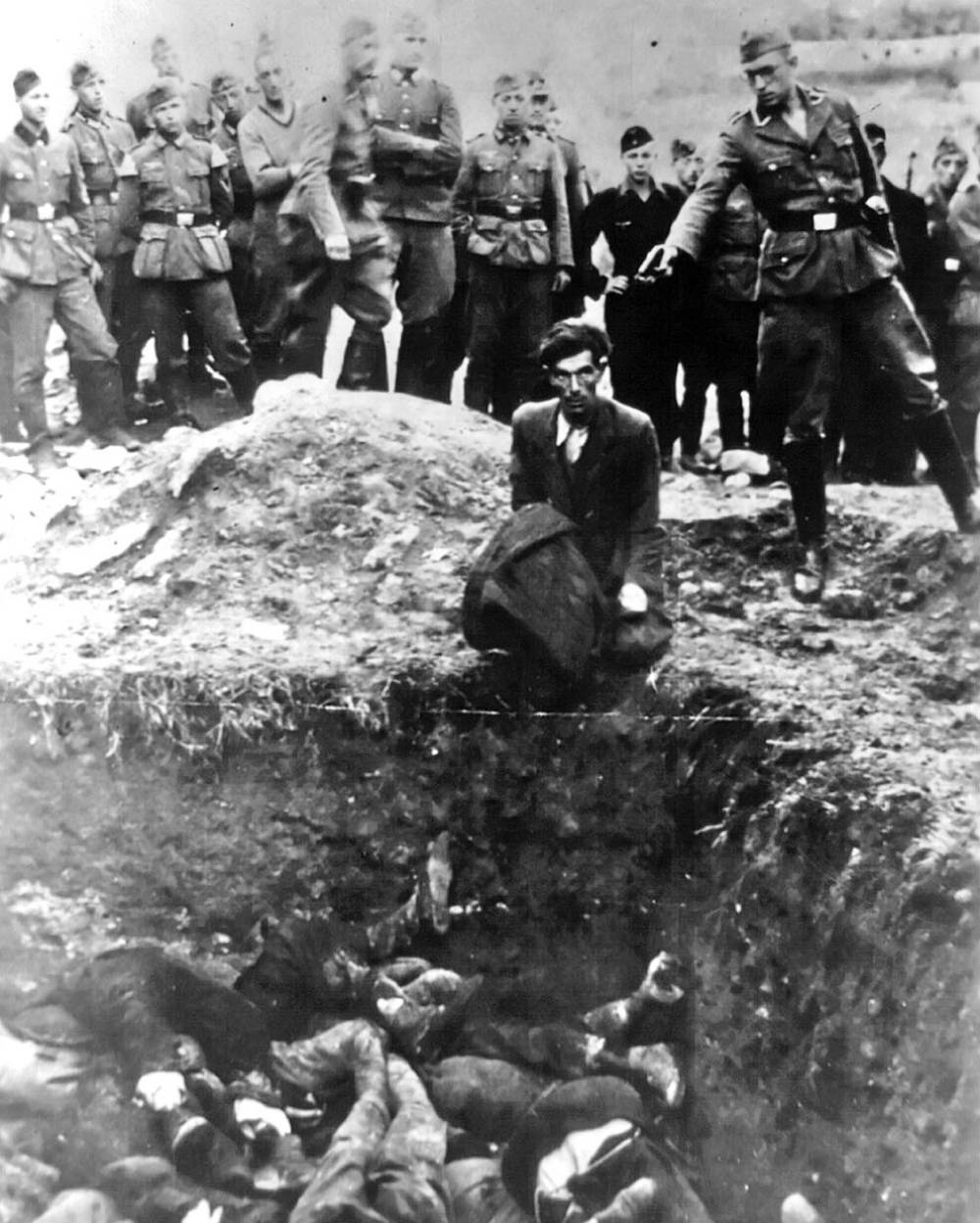
Shoah par balles devant une fosse à Vinnitsa (1941)
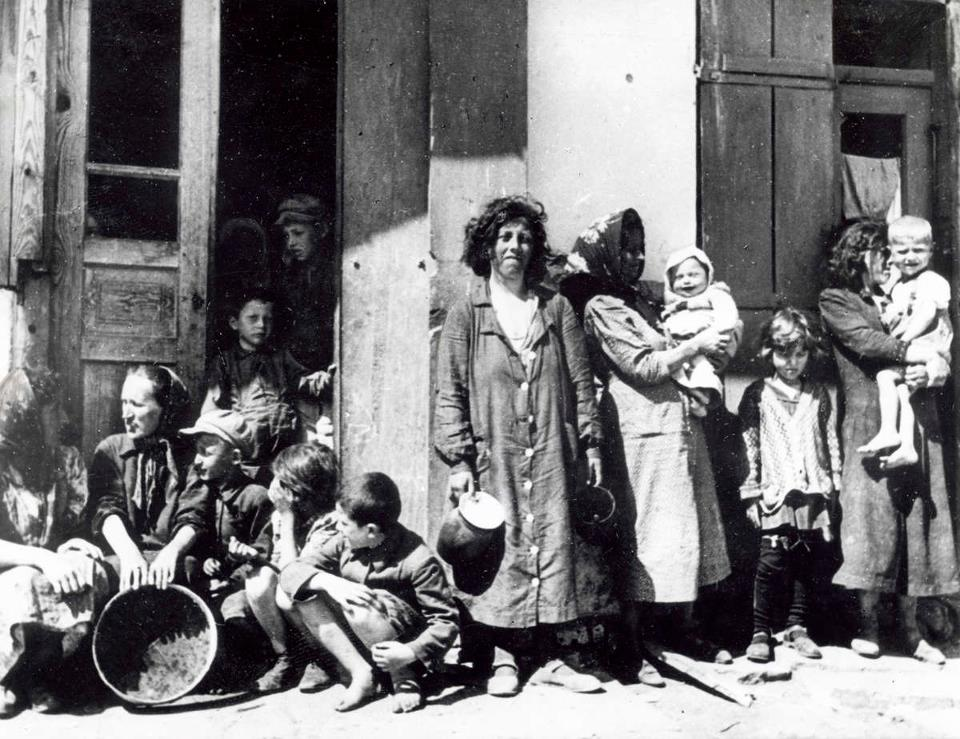
Juifs de Lviv au ghetto (1941)
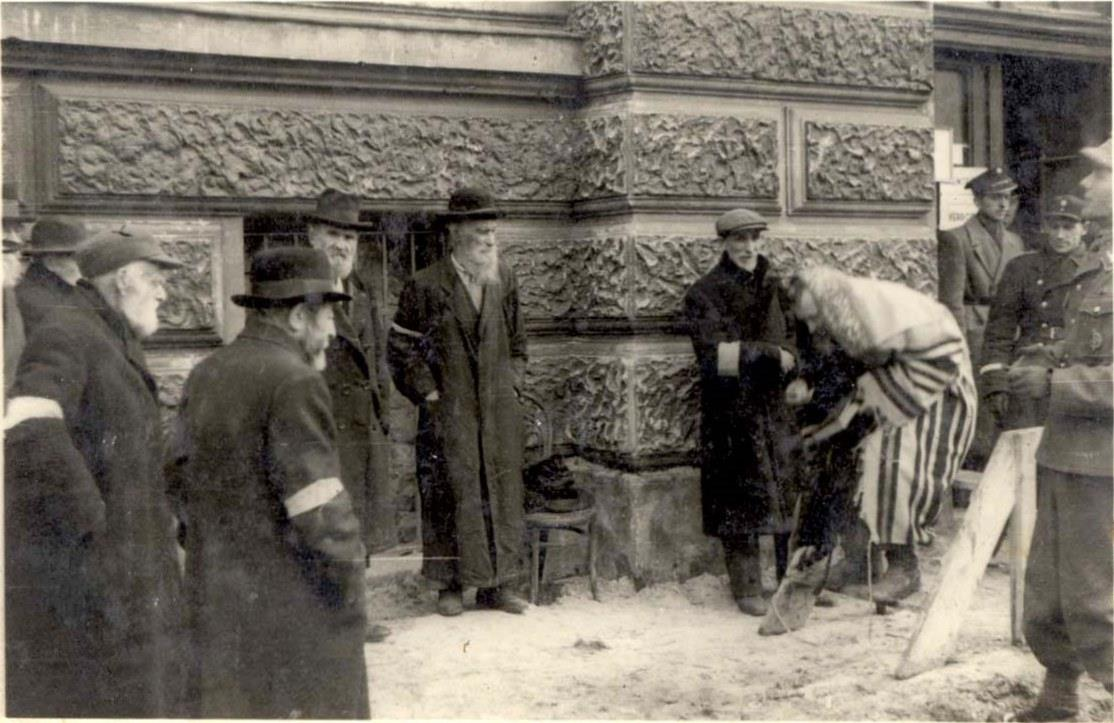
SS obligeant un vieux juif à prier sur un escabeau dans la rue, Zamarstynivska (1941-1943)
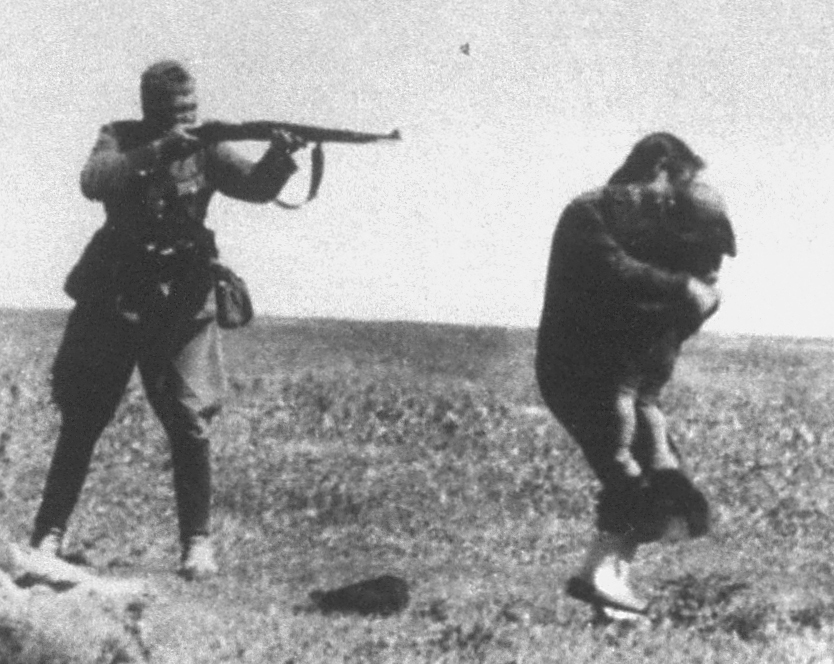
Exécution d'une femme et son enfant par un membre des  Einsatzgruppen allemands, près d'Ivangorod (1942)
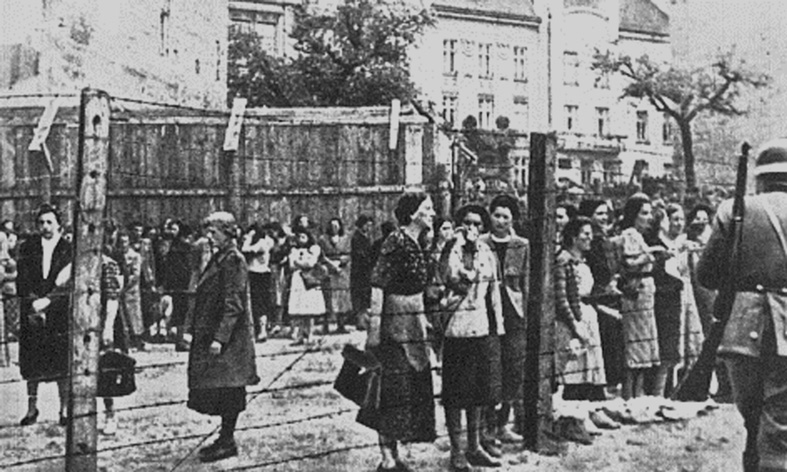
Ghetto de Lwow (1942)
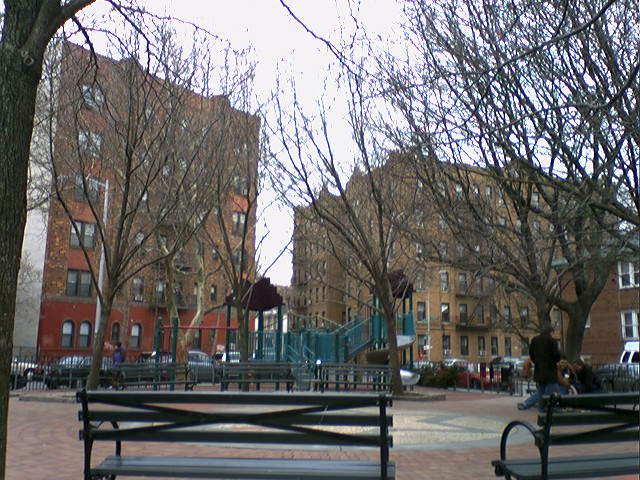
Parc Babi Yar à Brighton Beach, Brooklyn (New York)

## Exode

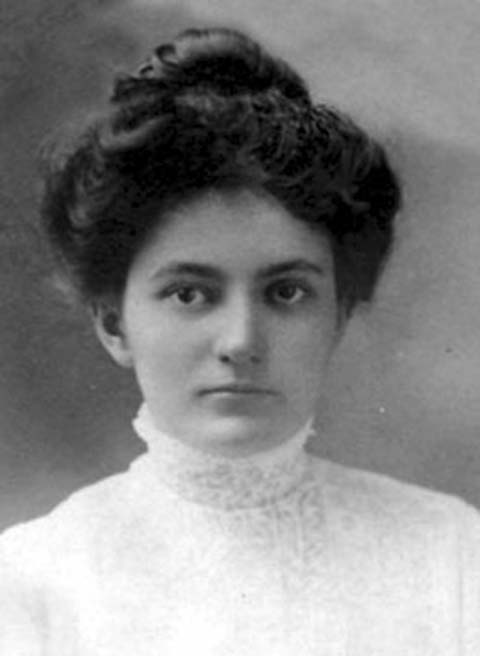
Lillian R. Lieber, mathématicienne née à Mykolaïv, émigrée aux États-Unis

Le « judéo-bolchevisme » n’étant qu’un mythe, un grand nombre de Juifs d’Ukraine a fui le « paradis communiste », dès le lendemain de la Première Guerre mondiale (étant accueillis en Europe centrale et occidentale par l’Office Nansen) et également après la Seconde. Beaucoup de Juifs d’origine ukrainienne émigrent ainsi vers les États-Unis (où un quartier de New York à Brighton Beach est surnommé Little Odessa tant ils y sont nombreux) ou vers la Palestine mandataire et ensuite en Israël (où on les appelle מסורבים - mesuravim).
Divers dignitaires israéliens ont des origines juives ukrainiennes : c’est le cas de Zeev Jabotinsky, fondateur de la Légion juive, d’Yitzhak Ben-Zvi, second président d’Israël, du général Moshe Dayan, vainqueur de la guerre des Six Jours et de Golda Meir, premier ministre israélienne. Le Rabbi du mouvement Loubavitch, Menachem Mendel Schneerson est un des héritiers spirituel d’Yisroel ben Eliezer (le Baal Shem Tov).
L'Ukraine comptait 840 000 juifs en 1959, soit une diminution de près de 70 % par rapport à 1941 (à l'intérieur des frontières actuelles de l'Ukraine). La population juive d'Ukraine diminue considérablement pendant la Guerre froide.
En 1989, la population juive d'Ukraine ne représentait qu'un peu plus de la moitié de ce qu'elle était trente ans plus tôt.
Après la dislocation de l'URSS, au début des années 1990, environ 250 000 Juifs profitent de leur nouvelle liberté de circulation pour s’installer à leur tour en Israël ou ailleurs.

## AuXXIesiècle

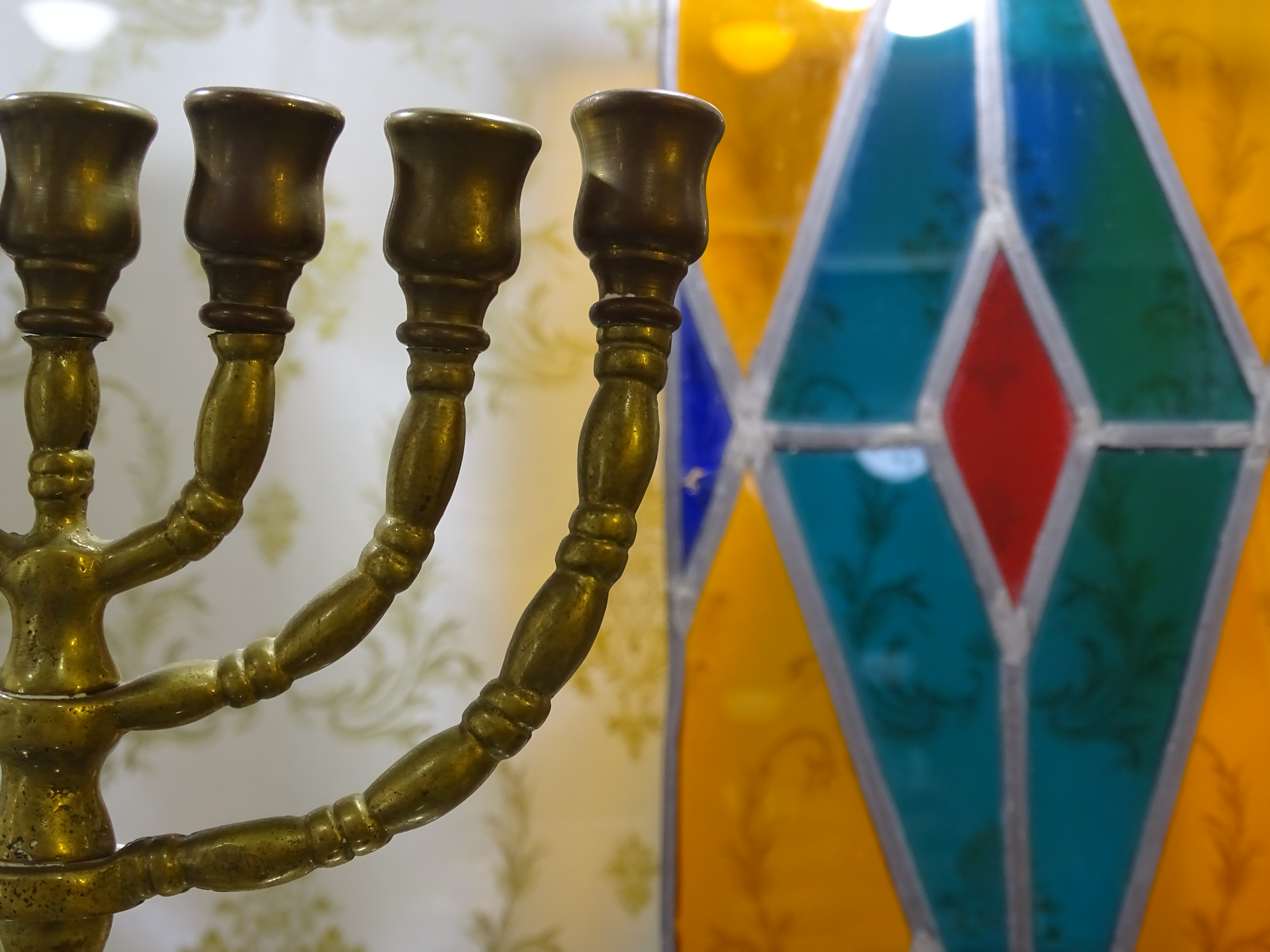
Ménorah et vitrail au Musée d'histoire des juifs d'Odessa.

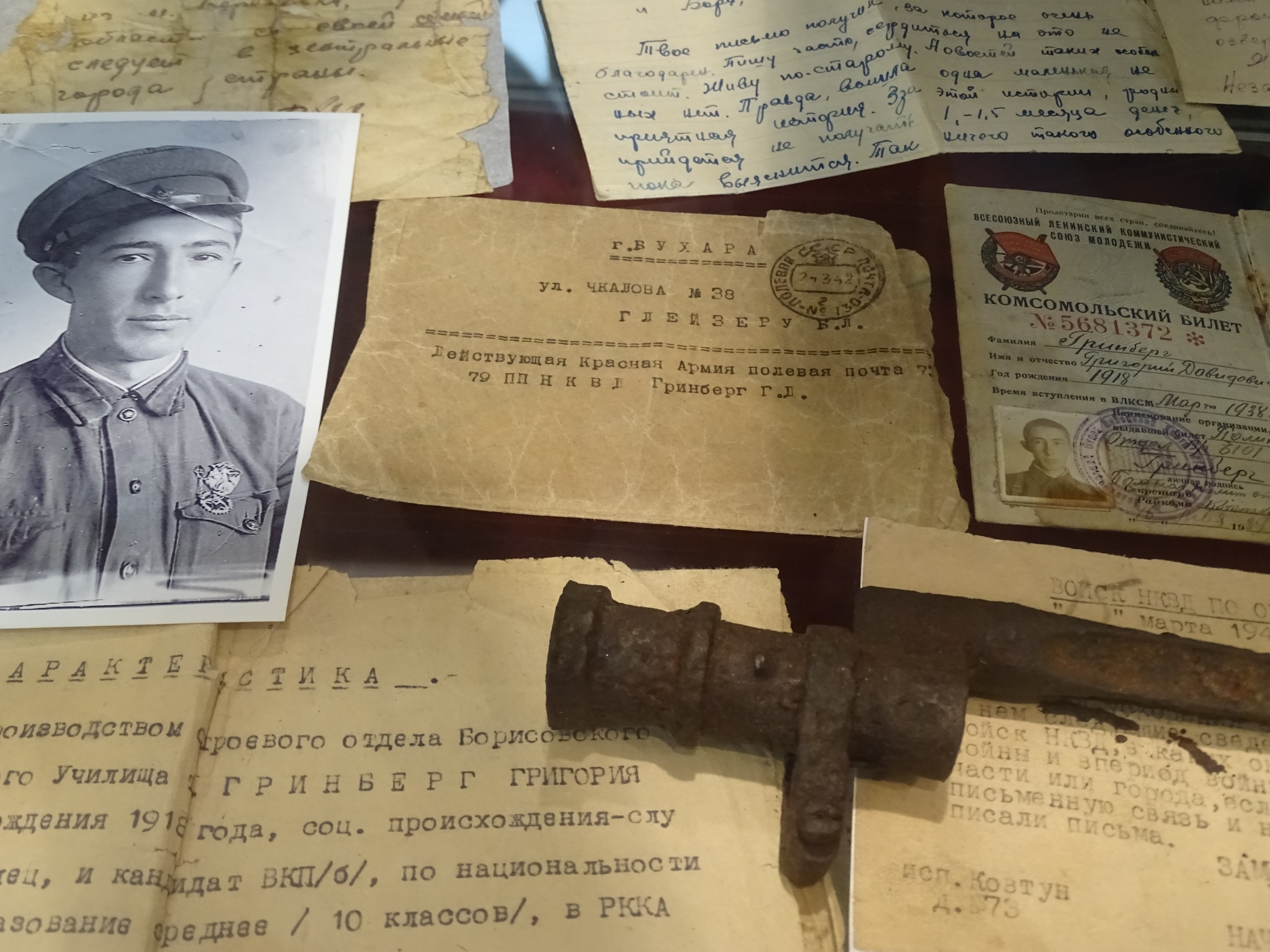
Musée de l'Holocauste d'Odessa ouvert en 2009.

En Ukraine au XXIe siècle, la commémoration de ces crimes est difficile, car les nazis ont utilisé, pour exterminer les Juifs, des milices ukrainiennes anticommunistes, alliées à eux par rejet du stalinisme. Après la dislocation de l'URSS, la doctrine soviétique officielle selon laquelle les nazis et les collaborateurs ont commis des crimes contre « des citoyens soviétiques » en tant que bons communistes et pas en fonction de leurs religions ou origines ethniques, s’est effondrée. À sa place, une « concurrence des mémoires » s’est instaurée entre la « Shoah par balles » et les crimes soviétiques subis par l’Ukraine au XXe siècle, comme la terreur rouge, les grandes purges et les famines soviétiques. Dans ce contexte délétère, une partie des Ukrainiens voient leurs nationalistes, y compris les collaborateurs, comme des héros qui ont osé s’opposer à Staline, en occultant « pudiquement » les massacres auxquels ils ont pu participer, réduits au statut de « dégâts collatéraux », quand ils ne sont pas simplement et purement « justifiés » par le mythe du « judéo-bolchevisme » remis « au goût du jour ».
Depuis 2001, la population juive d'Ukraine ne cesse de baisser. Elle était estimée cette année-là entre 56 000 et 140 000 personnes. En novembre 2007, environ 700 rouleaux de la Torah précédemment confisqués aux communautés juives pendant le régime communiste de l'Union soviétique sont restitués aux communes juives d'Ukraine par les autorités de l'État.
En 2010, selon le Rapport sur la population juive mondiale, l'Ukraine ne compte plus que 71 500 Juifs, devenant la onzième plus grande communauté juive du monde. La majorité des Juifs ukrainiens vit dans les plus grandes villes d'Ukraine : Kiev, Dnipro, Odessa et Kharkiv. À cette époque, des graffitis antisémites et la violence contre les Juifs restent toujours un problème en Ukraine.

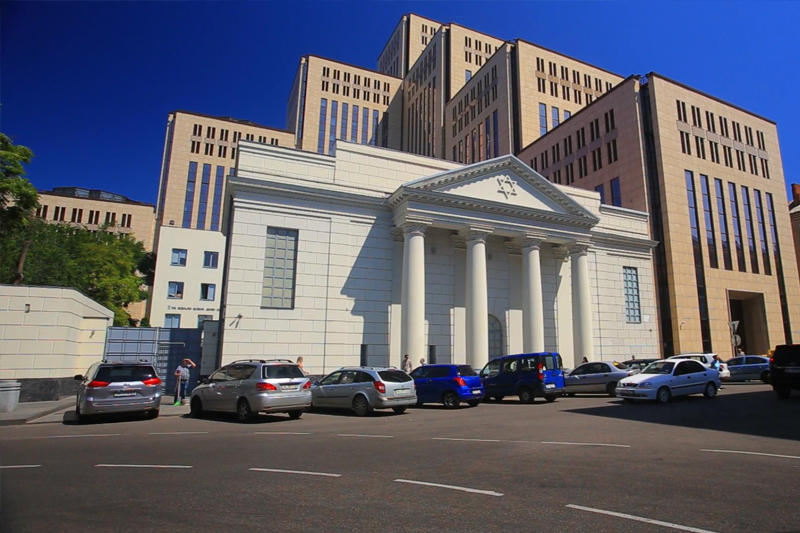
Centre Menorah à Dnipro.

Lors des élections parlementaires ukrainiennes de 2012, l'Union panukrainienne "Svoboda" remporte ses premiers sièges au Parlement ukrainien,  recueillant 10,44% du vote populaire et le quatrième plus grand nombre de sièges parmi les partis politiques nationaux. Cela suscite des inquiétudes parmi les organisations juives tant à l'intérieur qu'à l'extérieur de l'Ukraine qui ont accusé Svoboda de sympathies ouvertement nazies et d'antisémitisme. La même année, le journaliste et député Igor Miroshnichenko (en), membre de ce parti, traite l'actrice Mila Kunis, d'origine ukrainienne, de « sale juive » (« zhydovka », terme à consonance nazie) après qu'elle a évoqué l'antisémitisme qui a fait fuir sa famille d'Ukraine,,. En mai 2013, le Congrès juif mondial répertorie le parti comme néo-nazi bien que Svoboda lui-même ait nié être antisémite.
La même année, le Menorah Center ouvre ses portes à Dnepropetrovsk ; cet établissement de 22 étages et sept tours comprend un hôtel, une salle de banquet, des salons, des bureaux et un musée juif.

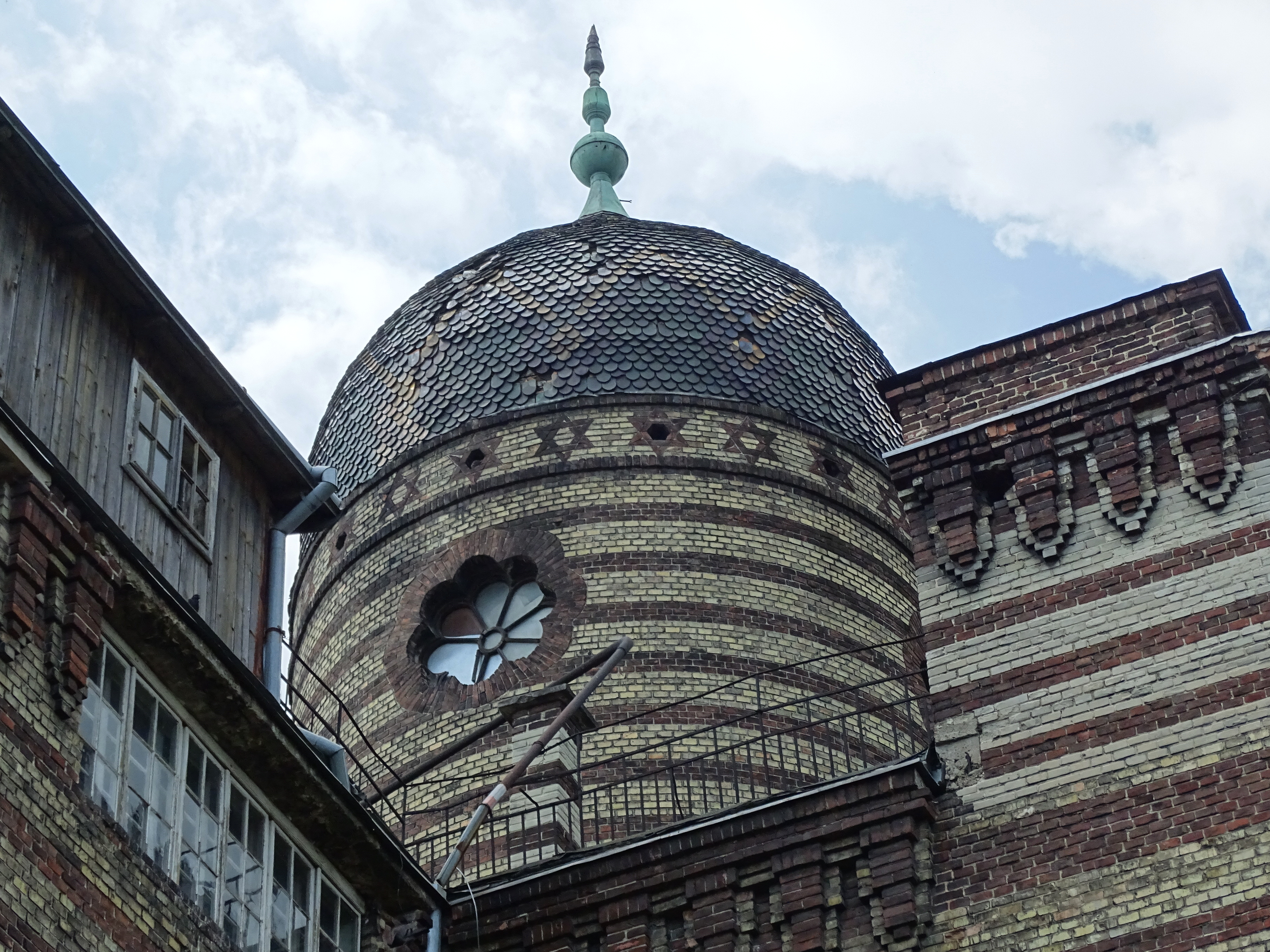
Façade du vieil hôpital juif de Lviv avec ses étoiles de David, en 2016

En 2014, l'Ukraine tente de se dégager de l'emprise russe avec le renversement du président Viktor Ianoukovytch. Les médias israéliens ou juifs ont constaté l'implication dans ces actions de quelques Juifs ukrainiens, parfois anciens de Tsahal,
. La Russie réagit en soulevant les russophones d'Ukraine : c'est la guerre du Donbass. Pendant ce conflit, il n'y a pas d'exactions contre les Juifs, mais de nombreux Juifs fuient les zones de combats ou l'antisémitisme ambiant et envisagent de s'installer en Israël pour effectuer leur alya,. Cependant, le grand rabbin et émissaire de Chabad à Kiev, le rabbin Jonathan Markovitch, affirme en avril 2014 : « Aujourd'hui, vous pouvez venir à Kiev, Dnipro ou Odessa et marcher dans les rues ouvertement habillé en juif, sans rien avoir à craindre ». Le 1er novembre 2016, ce sont environ 250 Juifs ukrainiens qui y émigrent.
Le 10 avril 2016, après la démission d'Arseni Iatseniouk, Volodymyr Hroïsman est désigné Premier ministre par le président Petro Porochenko. Le 14 avril, sa nomination est approuvée par la Rada. Volodymyr Hroïsman est la première personne ouvertement juive à être Premier ministre ukrainien. Il est aussi le plus jeune Premier ministre ukrainien de l'histoire.
Le 22 avril 2019, Volodymyr Zelensky, autre juif russophone, est élu président de l'Ukraine, ce qui inquiète certains membres de la communauté juive ukrainienne : « il ne devrait pas se présenter car nous aurons à nouveau des pogroms ici si les choses tournent mal ».
Lors de l'invasion russe de l'Ukraine de février 2022 - dont l'une des raisons serait de « dénazifier » l’Ukraine, notamment de son chef d'État (Juif lui-même) -, la tour de télévision à Kiev, mitoyenne du site mémorial de Babi Yar, est touchée par une frappe russe. Le centre Menorah de Dnepropetrovsk devient un centre d'aide humanitaire pour de nombreux réfugiés venus des zones de combat. Des milliers de Juifs fuient le pays,.

## Juifs d'Ukraine célèbres
| - Vsevolod Abramovitch - Joseph Ariel - Henry Axenfeld - Israël Aksenfeld - Isaac Babel - Edouard Bagritski - Vladimir Barjansky - Haïm Nahman Bialik - Moshe Dayan - Yaakov Dori - Vladimir Drinfeld - Viktor von Ephrussi - Samouïl Feinberg - Moysey Fishbein (en) - Vladimir Horowitz - Abraham Kahana - German Khan - Hillel Yaffe - Jonathan Markovitch (en) - Golda Meir - Mikhaïl Fridman - Vassili Grossman - Ihor Kolomoïsky - Semion Moguilevitch - Viktor Pinchuk (en) - Ihor Surkis (en) - Léon Trotski - Lazare Kaganovitch - Mikhail Turovsky (en) - Viktor Vekselberg - Volodymyr Zelensky - Grigori Zinoviev - Joseph Zuken | - Leon Belasco - Leonard Blavatnik - Nicholas Brodszky - Maksim Chmerkovskiy (en) - Valentin Chmerkovskiy (en) - Jan Koum - Lenny Krayzelburg - Mila Kunis - Max Levchin - Mike Mazurki - Jacob Pavlovitch Adler - Lev Parnas (en) - Dmitry Salita (en) - Sholom Secunda - Al Sherman - Isaac Stern - Mikhail Turovsky (en) - Alexander Vindman | - Judith Resnik - Sheldon Adelson - Darren Aronofsky - Roseanne Barr - Leonard Bernstein - Bruce Blakeman (en) - Mel Brooks - Noam Chomsky - Mickey Cohen - David Copperfield - Jim Drucker (en) - Bob Dylan - Erving Goffman - Jesse Eisenberg - Irvin Kershner - Bruno Mars - Leonard Nimoy - Carl Sagan - Amy Schumer - Chuck Schumer - Richard M. Sherman - Robert B. Sherman - Jon Stewart - Steven Spielberg - Paul Wellstone - Peter Yarrow - David Geffen |

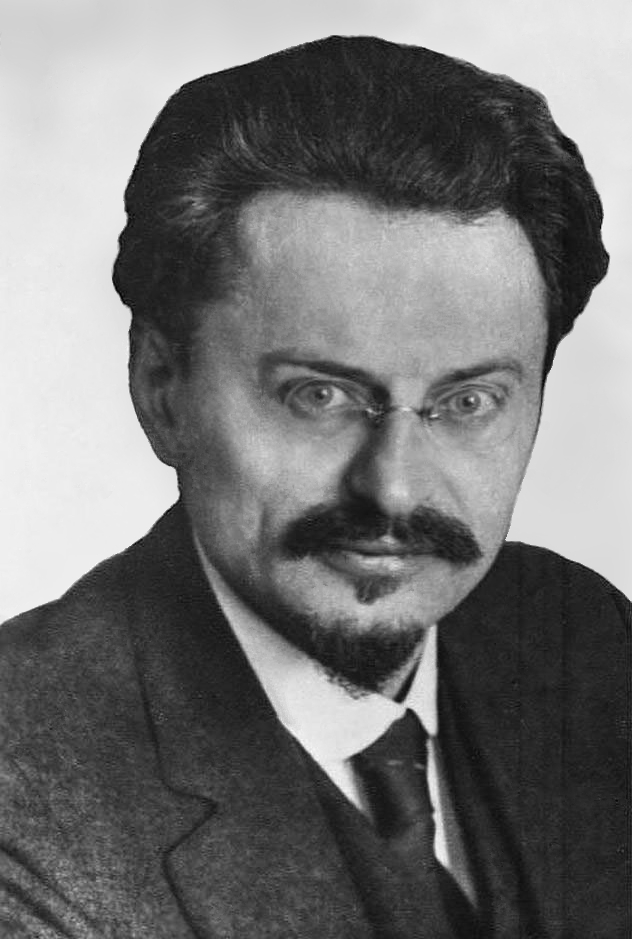
Léon Trotsky, fondateur de l’Armée rouge.
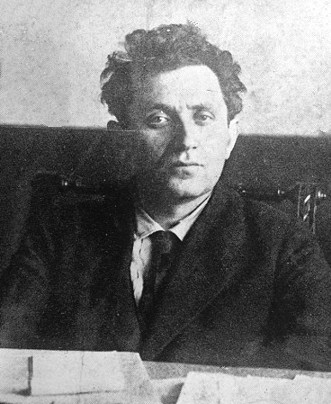
Grigori Zinoviev, dignitaire soviétique.
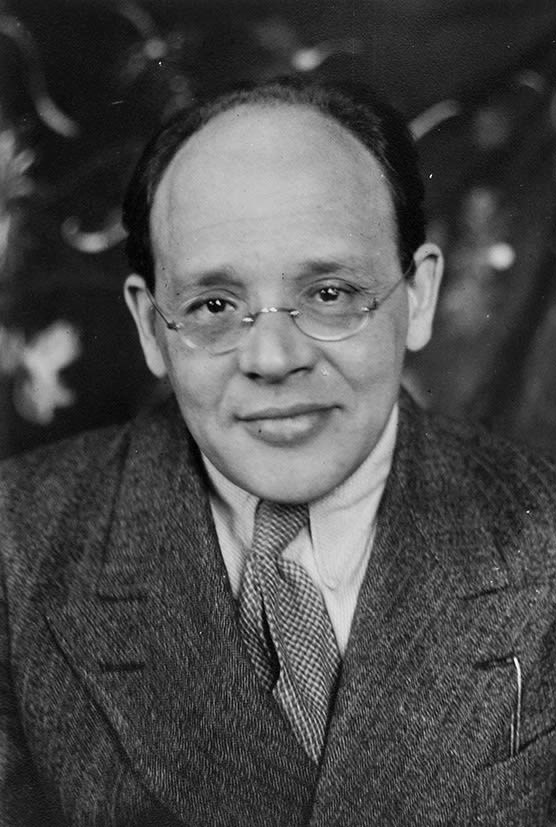
Isaac Babel, écrivain odessite.
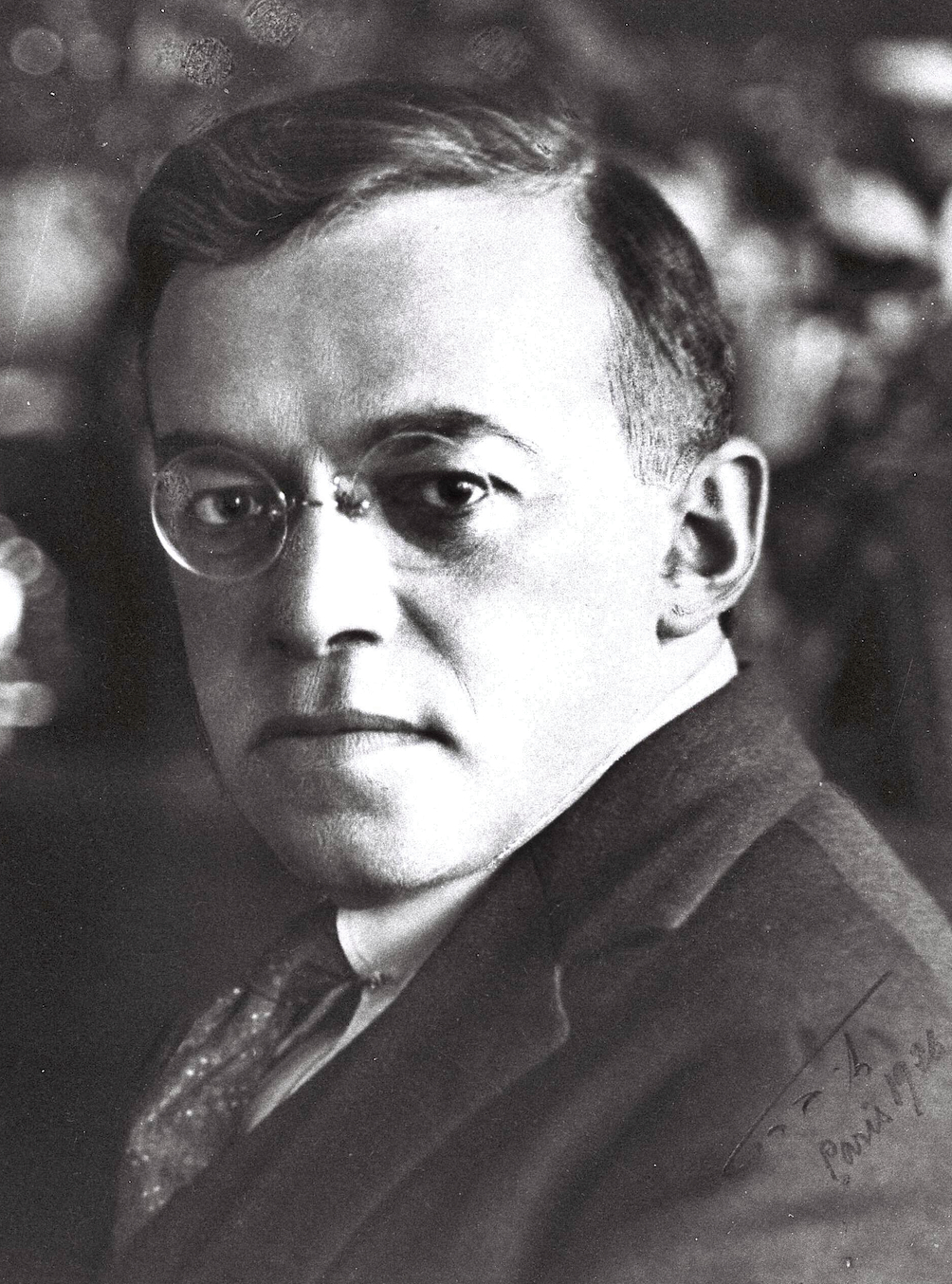
Zeev Vladimir Jabotinsky, fondateur de la Légion juive durant la Première Guerre mondiale.
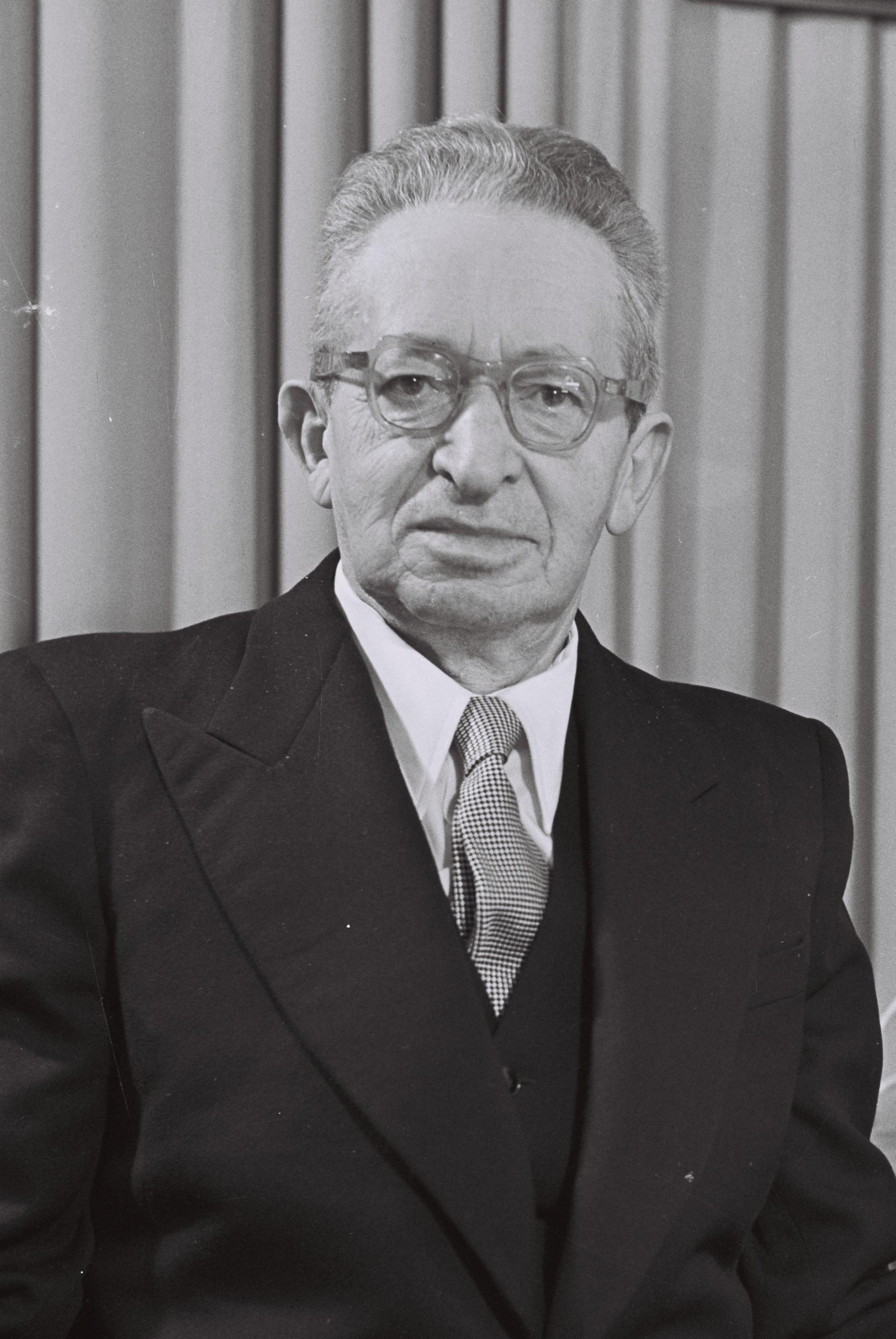
Yitzhak Ben-Zvi, ancien président israélien.
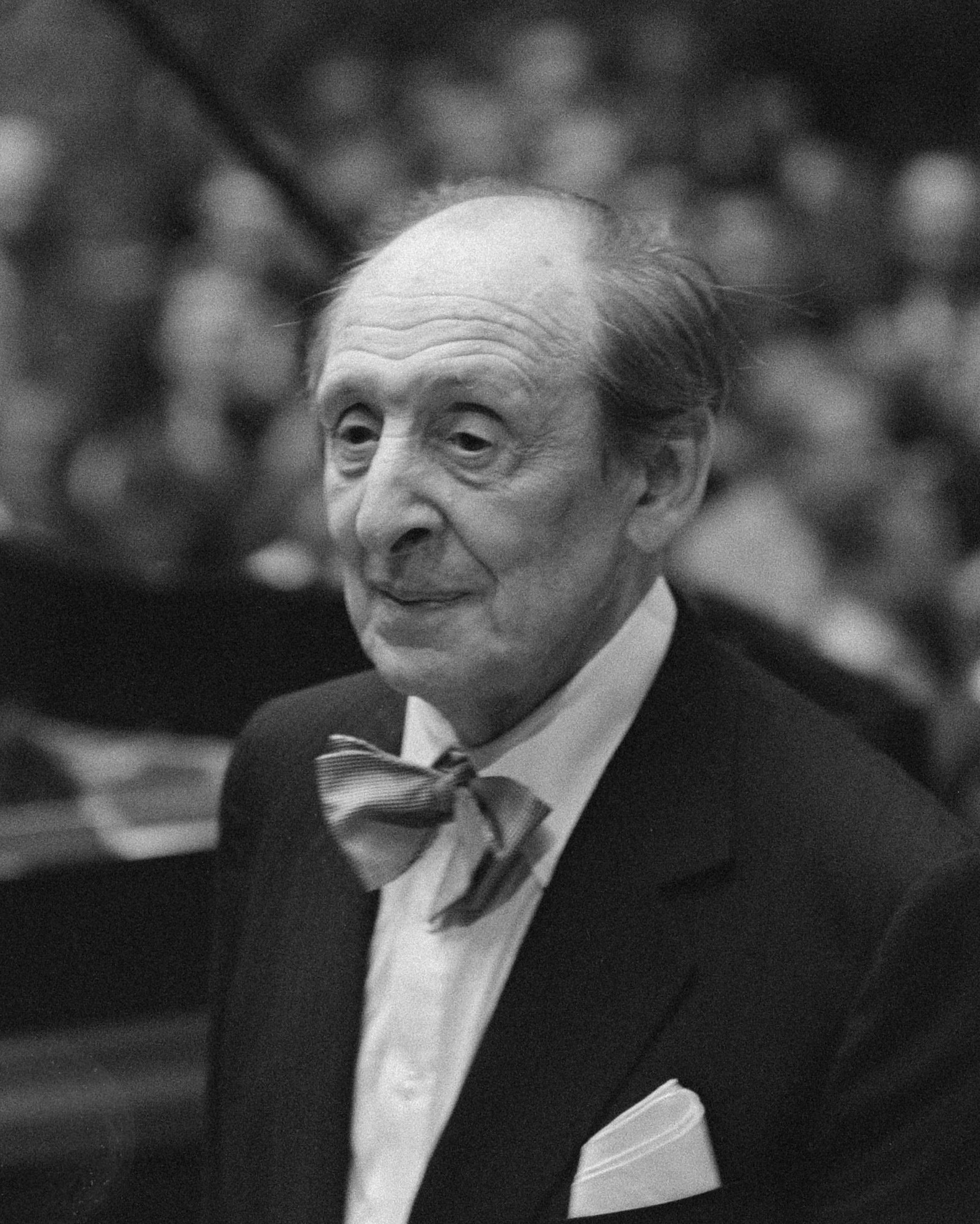
Vladimir Horowitz, compositeur et pianiste classique
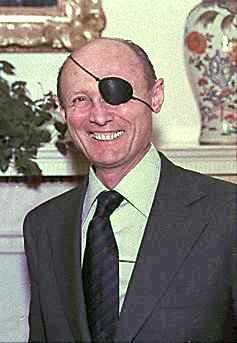
Moshe Dayan, général israélien.
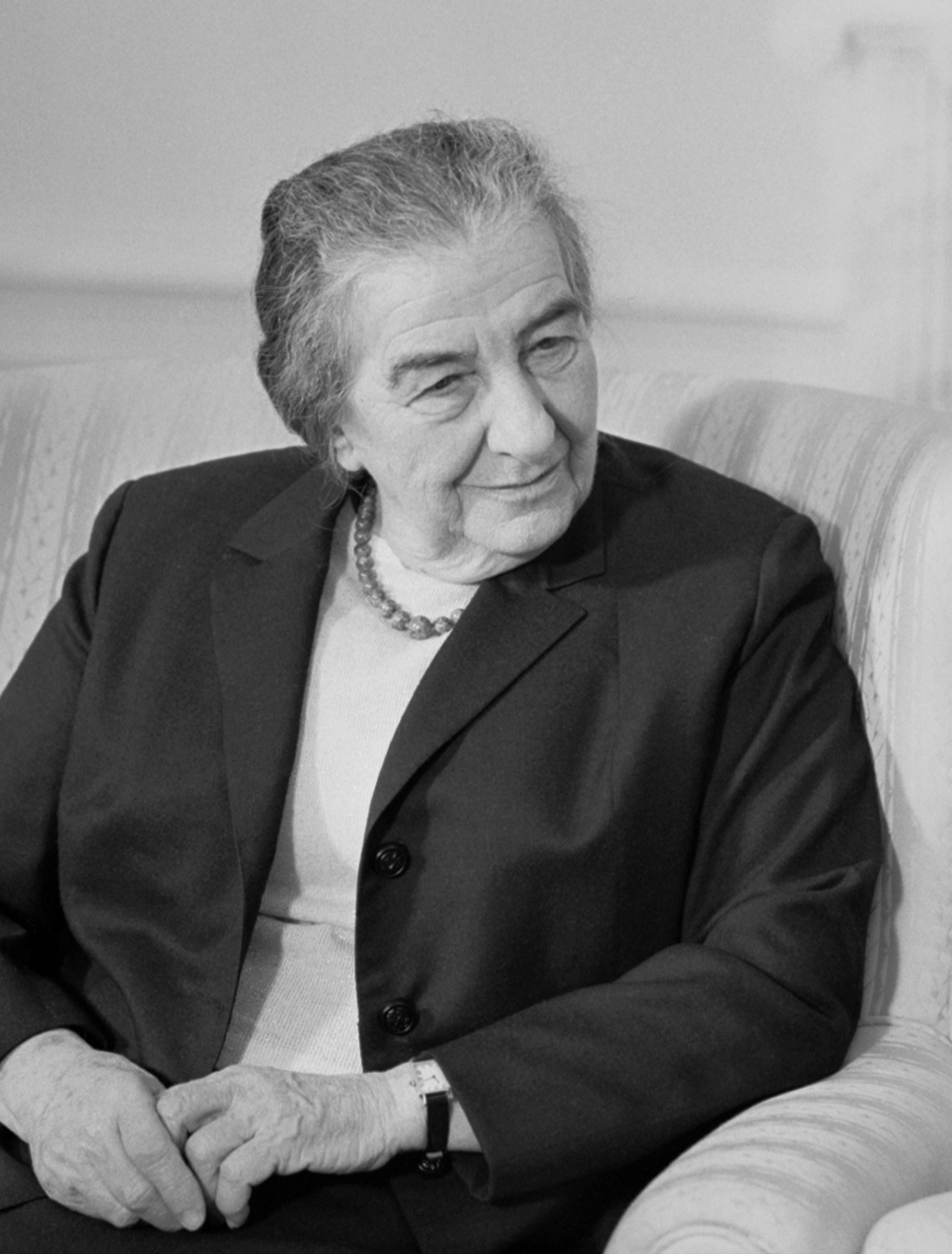
Golda Meir, ancien Premier ministre d'Israël
Le rebbe Menachem Mendel Schneerson.
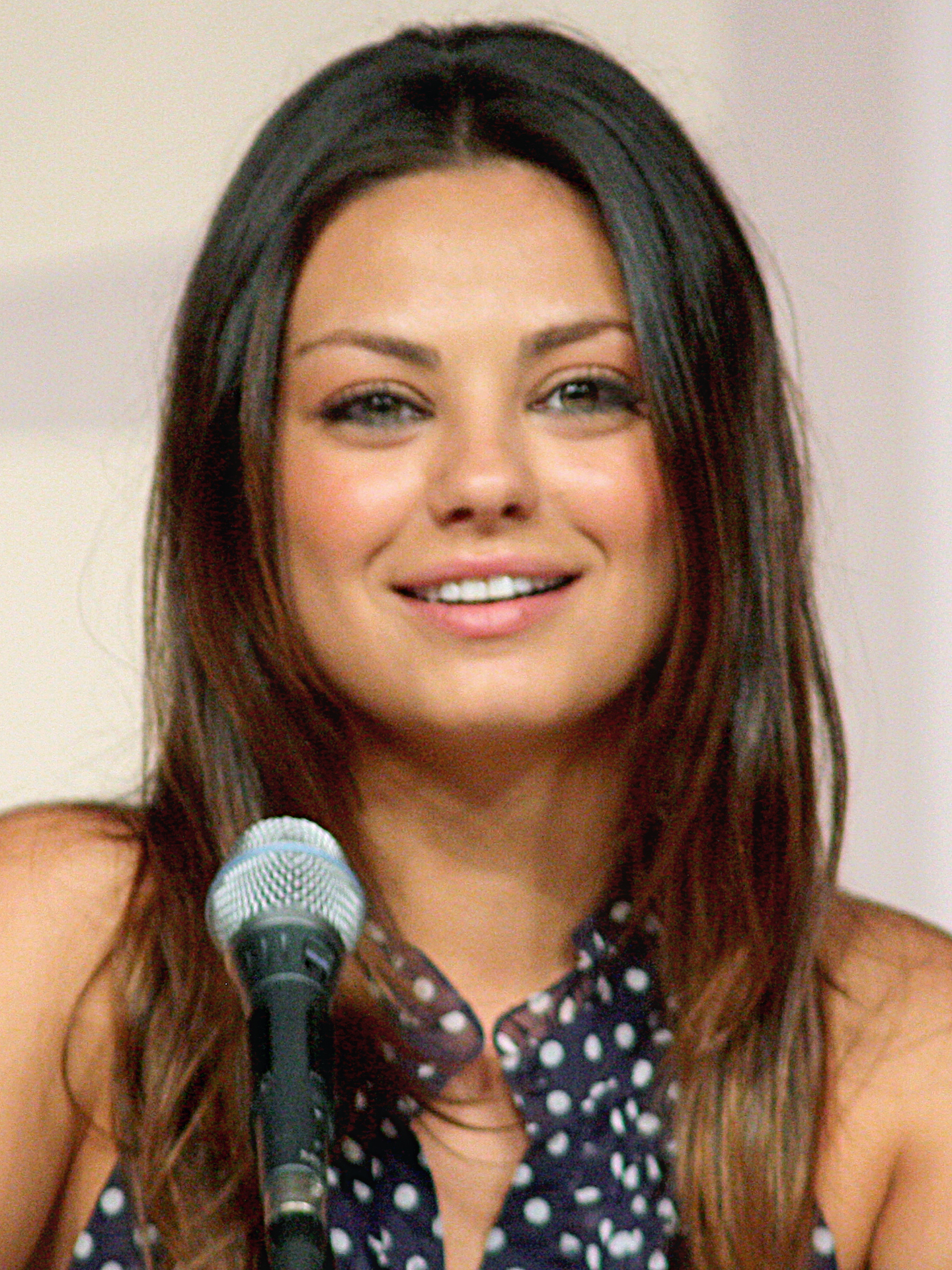
Mila Kunis, actrice.
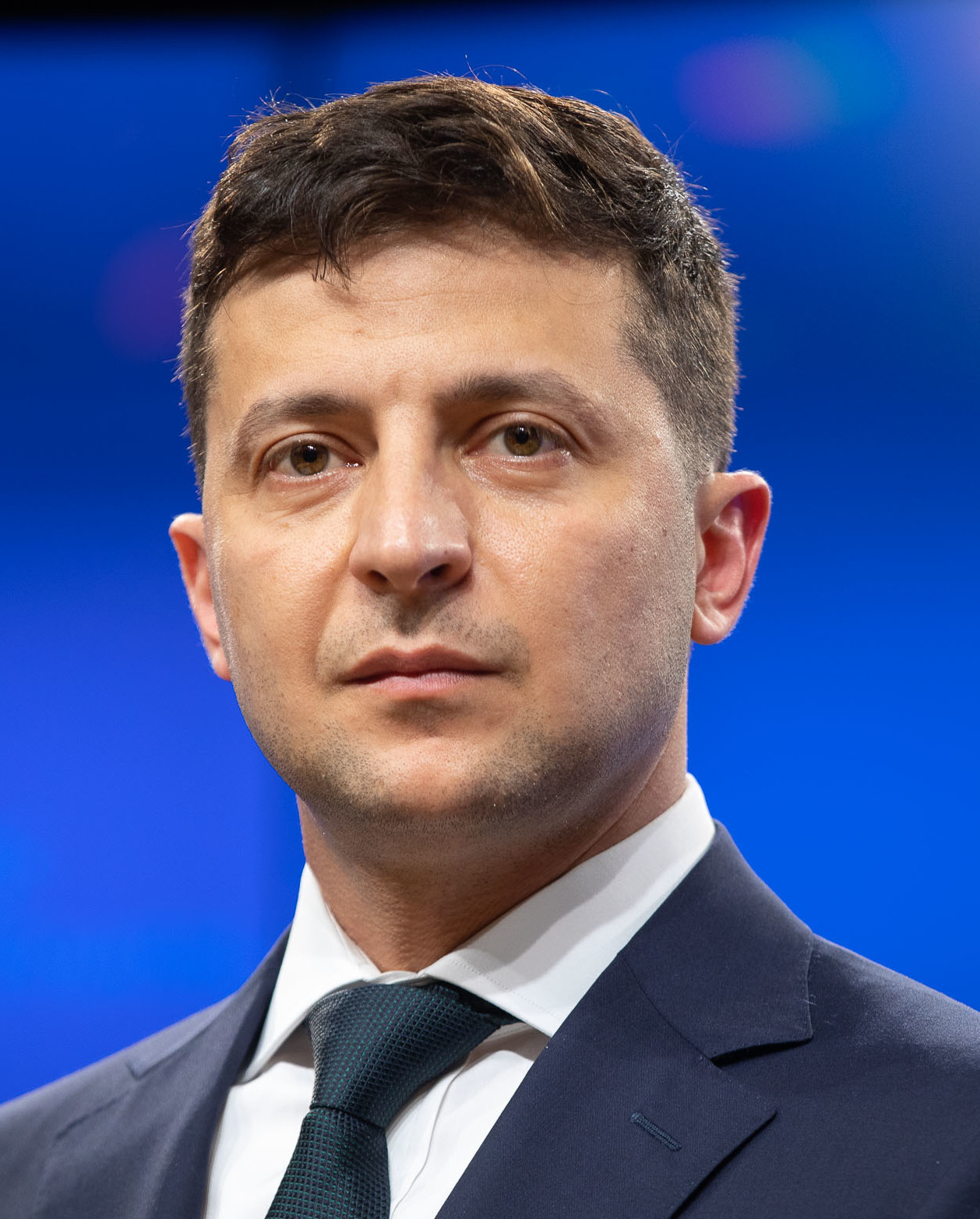
Volodymyr Zelensky, président de l’Ukraine.
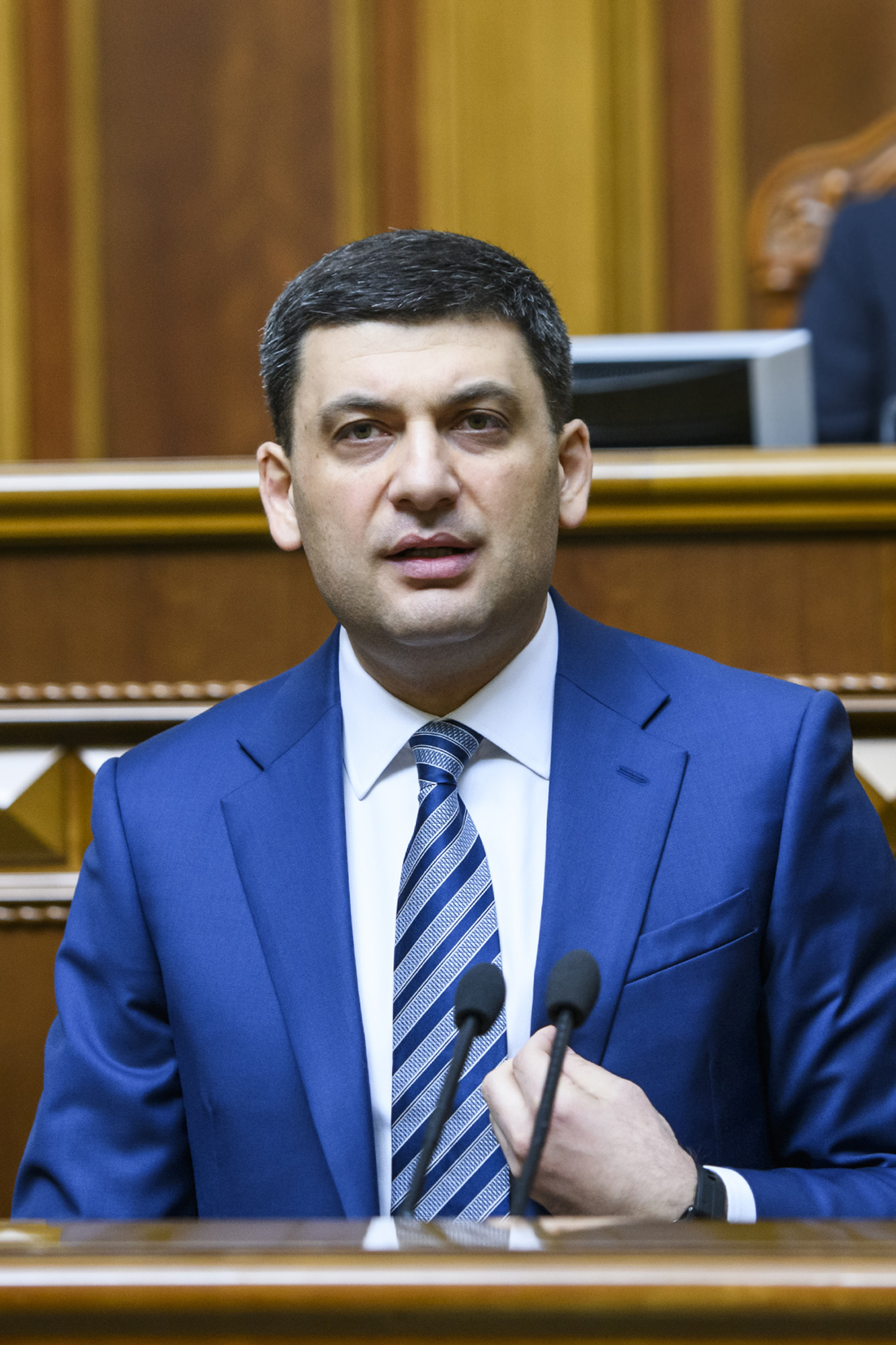
Volodymyr Hroïsman, premier ministre de l'Ukraine.